# Rundfunkbeitrag
Der Rundfunkbeitrag ist seit 2013 das Modell zur Finanzierung der öffentlich-rechtlichen Rundfunkanstalten in Deutschland. Diese sind gemäß Rundfunkstaatsvertrag in öffentlichem Auftrag tätig. Für die Verwaltung der Rundfunkbeiträge ist der ARD ZDF Deutschlandradio Beitragsservice zuständig; zuvor wurde diese zentrale Stelle Gebühreneinzugszentrale der öffentlich-rechtlichen Rundfunkanstalten in der Bundesrepublik Deutschland, kurz GEZ, genannt. Es handelt sich dabei nicht um Steuern, so dass die Finanzierung auch nicht von der Haushaltslage oder politischen Erwägungen abhängig ist, wie es bei öffentlich-rechtlichen Medien in anderen Staaten der Fall ist (z. B. bei der BBC in Großbritannien). Die damalige Rundfunkgebühr wurde umgangssprachlich auch als „GEZ-Gebühr“ bezeichnet, wogegen sich die GEZ verwahrte. Auch heute wird der Beitrag umgangssprachlich noch häufig als „GEZ-Gebühr“ und der Beitragsservice als „GEZ“ bezeichnet.
Mit dem Beitragsaufkommen von rund 8,6 Milliarden Euro im Jahr 2022 wurden unter anderem 22 Fernseh-, 67 Radiosender und eine Vielzahl von Online-Plattformen mit insgesamt mehr als 25.000 festen Mitarbeitern finanziert, außerdem die Aufsichtsbehörden für den privaten Rundfunk (Landesmedienanstalten). Die Deutsche Welle wird hingegen direkt aus Steuergeldern finanziert.
Die Beitragspflicht ergibt sich aus dem Rundfunkbeitragsstaatsvertrag, der durch Zustimmungsgesetze aller 16 Landesparlamente zu anwendbarem Recht im jeweiligen Bundesland erklärt wurde. Die Bestimmung der Höhe der Beiträge und deren Verteilung sind im Rundfunkfinanzierungsstaatsvertrag (RFinStV) geregelt. Zunächst ermittelt die Kommission zur Ermittlung des Finanzbedarfs der Rundfunkanstalten (KEF) den Betrag, welchen die Anstalten für den Bestandsschutz und die Fortentwicklung, welche laut Bundesverfassungsgericht garantiert werden sollen, benötigen. Die Ministerpräsidentenkonferenz bestimmt daraufhin die Höhe der Beiträge. Eine Änderung des Rundfunkbeitrags bedarf der Zustimmung aller Landesparlamente.

## Geschichte der Rundfunkabgabe in Deutschland

### Weimarer Republik

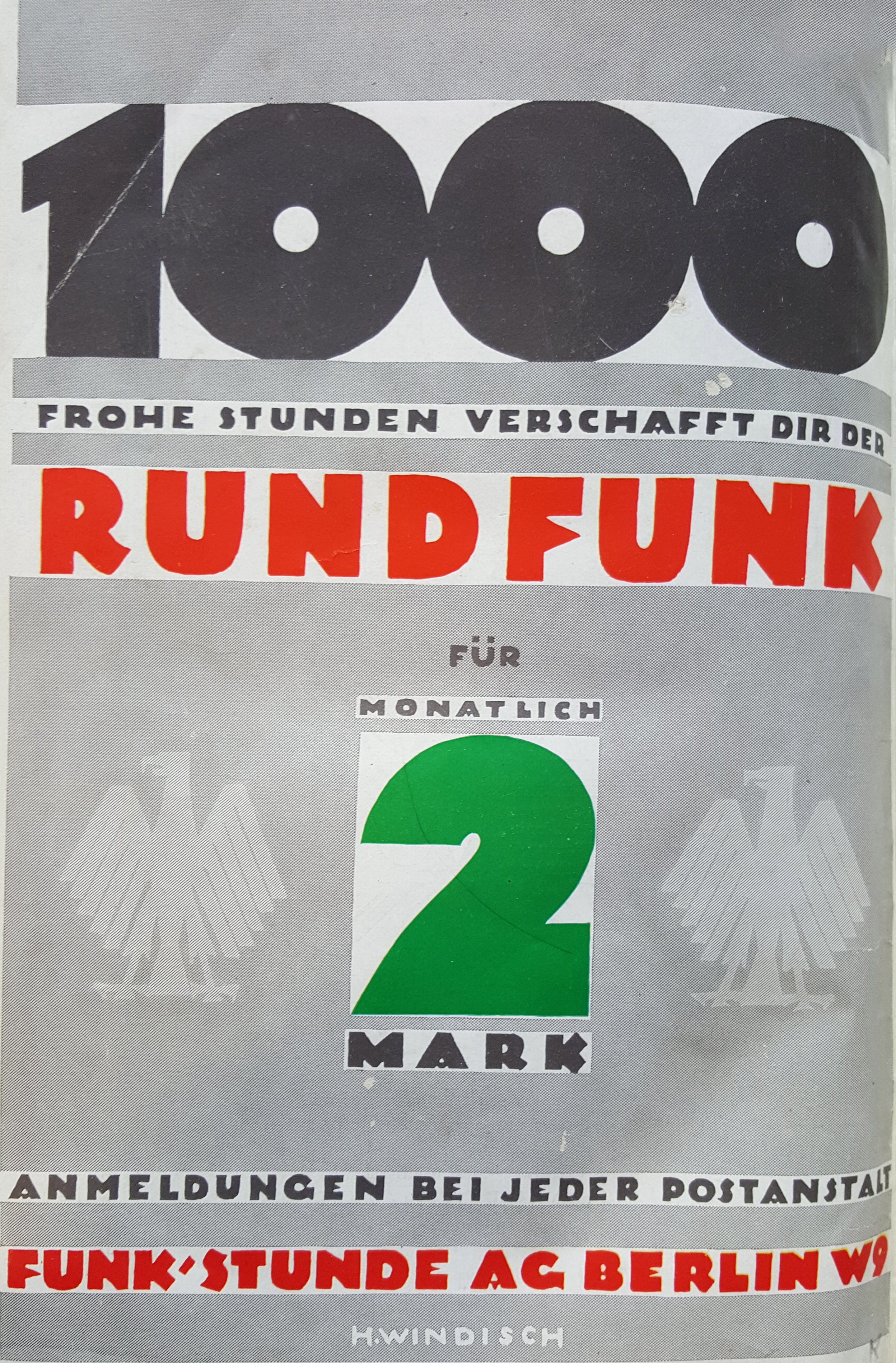
Werbung für die Rundfunkgebühr im Jahrbuch der Funk-Stunde Berlin 1926

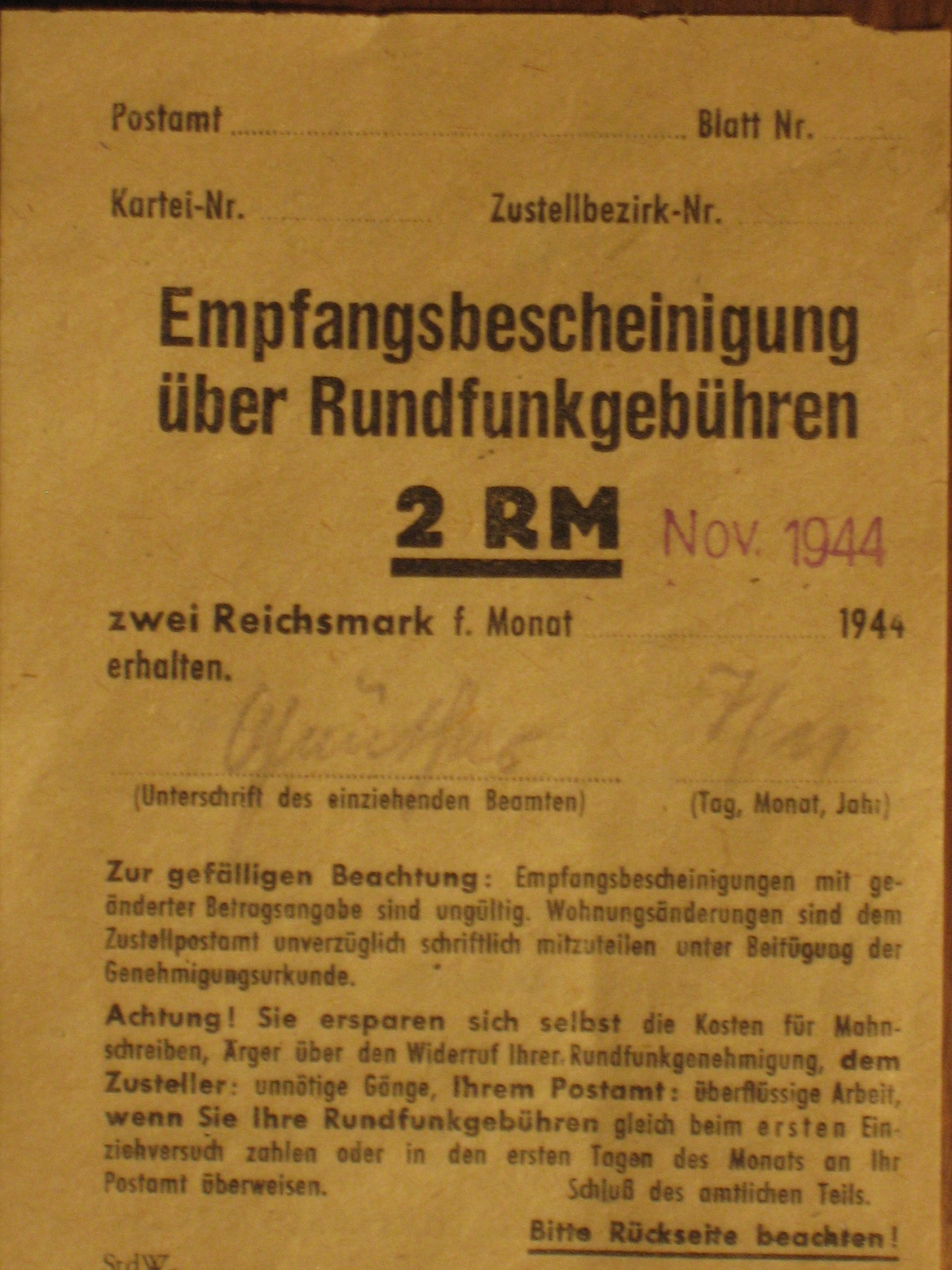
Eine Quittung über Rundfunkgebühren aus dem Jahr 1944.

Als die erste Sendegesellschaft in Berlin am 29. Oktober 1923 ihren Sendebetrieb mit der Funk-Stunde Berlin aufnahm, gab es noch keine zahlenden Hörer; zum Jahresende waren es 467. Die Jahresgebühr hatte die Reichstelegraphenverwaltung auf 25 Mark festgelegt, sie wurde dann – mitten in der Inflationszeit – „vervielfacht mit der am Tag der Zahlung gültigen Verhältniszahl für die Berechnung der Telegraphengebühren im Verkehr mit dem Ausland“.
Für sogenannte Schwarzhörer waren im Telegraphengesetz Geldstrafen und im Extremfall Gefängnis bis zu sechs Monaten vorgesehen. Zunächst stiegen die Teilnehmerzahlen kaum, zumal am 1. Januar 1924 die Jahresgebühr auch noch auf 60 Mark – etwa ein Drittel eines durchschnittlichen Monatseinkommens – heraufgesetzt wurde. Die am 8. März 1924 erlassene Funknotverordnung verschärfte die Strafen weiter, gewährte andererseits aber allen Schwarzhörern Amnestie, die sich bis zum 16. April bei der Post selbst anzeigten. Hierzu hatte man seinem zuständigen Postamt Namen und Adresse sowie die Art des verwendeten Empfangsapparats schriftlich mitzuteilen. Danach konnte der Empfänger weiter betrieben werden, und das Postamt stellte den Erlaubnisschein gegen Erhebung der ersten Monatsgebühr von 2 Mark zu. Im Rahmen dieser Aktion, bei der sich 54.000 Teilnehmer gemeldet haben sollen, wandte sich Staatssekretär Hans Bredow über Rundfunk an die Schwarzhörer:

„Ich wende mich heute an die nichtzahlenden Mithörer des Rundfunks. Sie sind an Zahl so bedeutend, daß es nicht möglich ist, ihnen Auge in Auge gegenüberzutreten wie in einer Versammlung. Deshalb wähle ich diesen Weg, auf dem ich sicher Gehör bei ihnen finde. […] Wenn wir uns dahin verständigen, daß das Funkwesen ein ernstes Verkehrsmittel bleiben soll, das dem deutschen Volk kulturelle und wirtschaftliche Werte bringt, dann werden wir in Zukunft gute Freunde sein. Neben den zahlenden Rundfunkteilnehmern gibt es in Deutschland eine sehr große Zahl von nichtzahlenden Mithörern. Zuerst die technisch Vorgebildeten und die vom Geheimnis der Funktechnik angelockten Funkfreunde […]; dann diejenigen, die sich aus Sparsamkeit oder Freude an Bastelei ihren Apparat bauen […]. Zuletzt kommt die wenig sympathische Klasse der Nassauer, die nur das Interesse der Gebührenhinterziehung leitet. Allen ist das Interesse gemeinsam, daß es überhaupt einen Rundfunk gibt […]. Also wer den Rundfunk erhalten will, muß das Seine dazu tun und ihn schützen und unterstützen; dann nützt er sich und der Allgemeinheit.“

Die Zahlen stiegen erst deutlich, nachdem am 14. Mai 1924 rückwirkend zum 1. April die Gebühr auf monatlich zwei Reichsmark festgelegt worden war. Zum Jahresende hatten sich 548.749 Teilnehmer angemeldet. Aus dem Verkauf von Radiobauteilen lässt sich jedoch schließen, dass immer noch die meisten Menschen ihr Radio selbst bastelten und nicht anmeldeten. Im Dezember 1926 waren in Deutschland 1,3 Millionen Hörer gemeldet, die „täglich 7 Pfennige“ an Gebühren zahlten, wovon 40 % die Deutsche Reichspost erhielt, wie der Rundfunkpionier Kurt Magnus schrieb. Magnus beklagte zudem, dass ein Großteil der verbleibenden 60 % nicht zum Ausbau der Sendeanlage und des Programms genutzt werden könnten, sondern man „sehr erhebliche Beiträge für die Urheber bezahlen“ müsse.
Ernst Hardt, erster Intendant der Westdeutschen Rundfunk AG Werag (später WDR), sah es als problematisch an, nicht zahlenden Hörern mit Gefängnis und Zerstörung ihrer Familienverhältnisse zu drohen. Die Deutsche Reichspost baute und unterhielt große Teile der Rundfunkinfrastruktur und drängte die Programmmacher, die Hörer offensiver zum Einhalten der Vorschriften zu bewegen: „Es soll ein regelrechtes Jagen geben mit Fallen, die wirklich zuschnappen und Schlingen, die wirklich fangen, und wir sollen dabei helfen“, sprach Hardt im Abendprogramm. „Aber wir möchten nicht gern die Häscher sein von Menschen, die wir lieb haben, weil sie uns hören.“ Hardt endete den Vortrag mit der Ankündigung, dies sei die letzte Aufforderung vor der „Schwarzhörer-Razzia“:
„Lassen Sie mich diesen betrüblichen, ja diesen eigentlich ernsten Beginn eines ‚Lustigen Abends‘ mit der Hoffnung schließen, dass diese Warnung genügen wird, uns zu dem Lohn für unsere Arbeit und Ihnen aus einer Gefahr zu verhelfen, die schon morgen, schon übermorgen, die an jedem Tag und jeder Stunde Übles für sie zum Ende haben könnte: Geldstrafe und den Verlust Ihres Gerätes oder Gefängnis. Weiß Gott, lassen Sie es um der lumpigen zwei Mark nicht dahin kommen!“
Die Londoner Times beobachtete die Gebührenentwicklung in der Weimarer Republik genau und bilanzierte 1927:

„Die erste deutsche Rundfunkgesellschaft, die Berliner Funk Stunde A.G., wurde im Oktober 1923, in Zeiten größter Geldinflation und sozialer Unruhen gegründet. Die Kosten der ersten Rundfunklizenzen lagen bei 60 Goldmark oder 780 Milliarden der damals aktuellen Landeswährung; diese Zahlen geben einen guten Einblick in die Verhältnisse der Zeit. Dennoch fanden sich bis zum Ende des Jahres über Tausend Optimisten, die bereit waren, diese enormen Summen für das Privileg auszugeben, die ersten deutschen Rundfunkprogramme zu hören. Nach der Stabilisierung der Währung sank die Gebühr auf 24 Goldmark pro Jahr, umgerechnet 1 £ 4 Schillinge, wo sie bis heute steht. In Deutschland gibt es jetzt fast zwei Millionen Radioabonnenten.“

### Rundfunkgenehmigung 1931

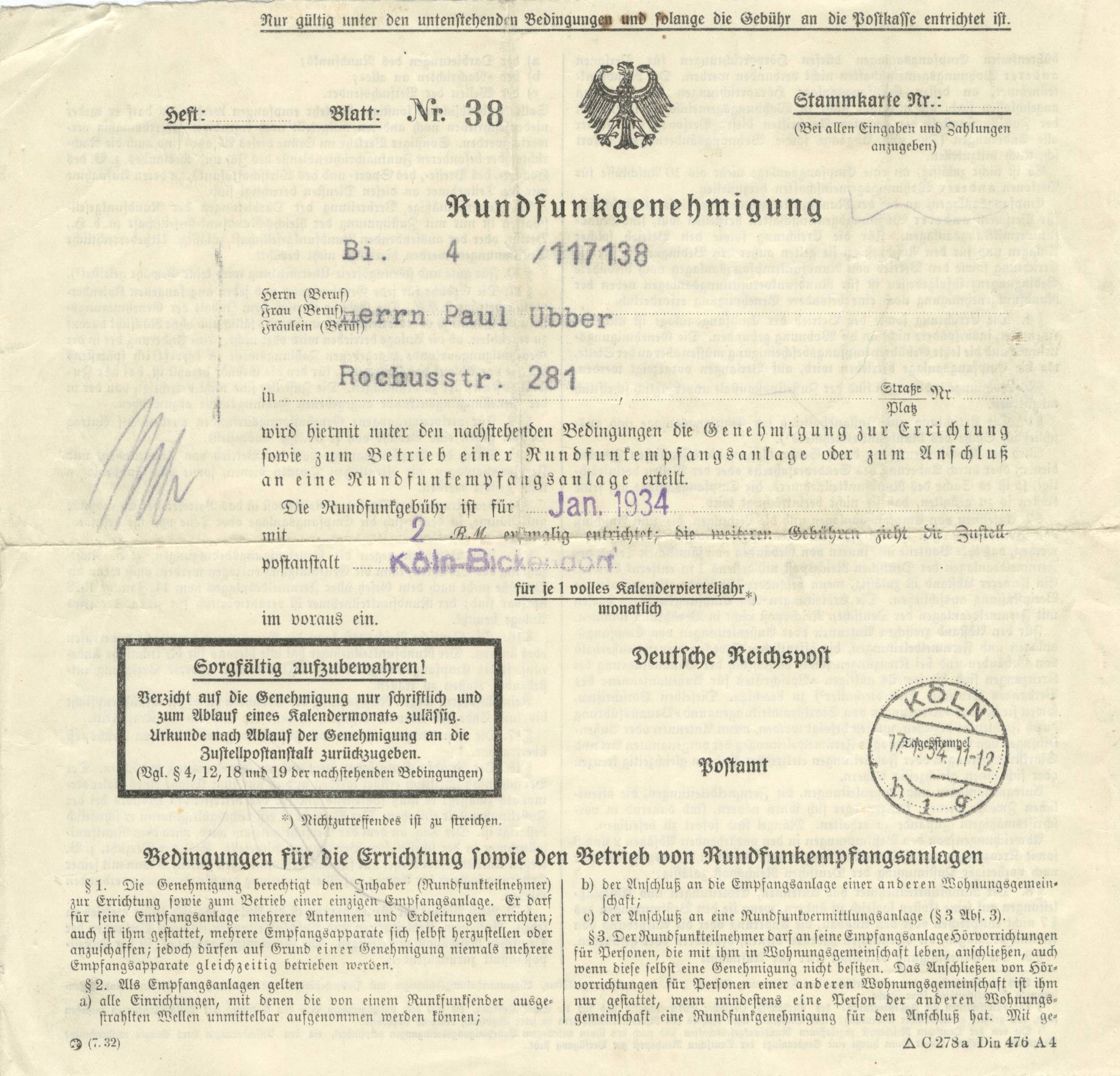
Rundfunkgenehmigung für einen Kölner Hörer 1934

Am Ende der Weimarer Republik bestand die Rundfunkgenehmigung beziehungsweise die Genehmigung zum Aufstellen und Betreiben eines Rundfunkempfängers nach den Bestimmungen über den Rundfunk vom 27. November 1931 (Amtsblatt des Reichspostministeriums Seite 509/1931) aus einem sehr feinen Geflecht von „Hörerrechten und -pflichten“. Das von der Reichs-Rundfunk-Gesellschaft (RRG) herausgegebene Rundfunk Jahrbuch 1933 vergleicht die Gebühr von damals 2 Reichsmark monatlich mit dem Waffen- oder Jagdschein, bei dem man das Recht erwirbt, etwas tun zu dürfen, keinesfalls aber ein Vertragsverhältnis über ein zu lieferndes Produkt eingeht. Der Eigenbau von Rundfunkgeräten bedurfte keiner Genehmigung, jede Antenne aber kostete ihre Jahresgebühr. Körperbehinderte und „wohlfahrtsunterstützte“ (also arbeitslose und verarmte) Menschen bekamen die Gebühr erlassen. Unternehmen und größere Hausgemeinschaften mit Untermietern, Hotels etc. bekamen Rabatte. Untersagt war das Verkabeln einer lizenzierten Anlage mit einer nicht lizenzierten in einem anderen Raum. Der zahlende Rundfunkhörer durfte sein Gerät bewegen und seine Antennen frei aufstellen, zum Beispiel auf dem Dach, und vor Gericht bekamen in der Regel die protestierenden Hausbesitzer nicht Recht. Wer seine Rundfunkempfangsanlage mit auf Reisen nahm, um sie etwa am Urlaubsort zu betreiben, musste sein Genehmigungsschreiben mit sich führen, um es gegebenenfalls vorzulegen.
1932 stand es dem Hörer frei, auch ausländische Sender und Versuchssender zu empfangen. Wenn er jedoch beim Wählen der Frequenz auf nicht für die Allgemeinheit bestimmte Funknachrichtendienste des Hochsee-, Presse-, Sport- und Wirtschaftsfunks stieß, durften diese „weder niedergeschrieben, noch anderen mitgeteilt, noch gewerbsmäßig verwertet werden.“ Diese kommerziellen Übertragungen für spezielle Abonnenten waren technikhistorisch Vorläufer des öffentlichen Rundfunks, medienhistorisch Vorläufer der Nachrichtenagenturen und wurden später durch Telex abgelöst.
Wer wochenlang kein Radio hörte, musste trotzdem zahlen; beim Außerbetriebnehmen der Anlage konnte monatlich gekündigt werden, jeweils bis zum 16. des Monats bei seinem Postamt. Auch die Lautstärke der Rundfunkwiedergabe wird in den Bestimmungen zur Rundfunkgenehmigung thematisiert. Bei offenem Fenster war geringe Lautstärke angeraten. Urteile wegen Ruhestörung durch „Lautsprecherlärm“ waren 1932 keine Seltenheit. Wer sich nachhaltig gestört fühlte, konnte auf Unterlassung klagen, wobei die Unterlassung sich auf die Lautstärke oder die Betriebsdauer bezog.
Für Störungen des Rundfunkempfangs übernahm die Reichspost keine Gewährleistung und verwies auf die Rundfunkgesellschaften, die verpflichtet seien, einen ordentlichen Betrieb zu sichern. Wenn allerdings eine neue Störquelle in der Nachbarschaft auftauchte, etwa durch „Polwechsler, Maschinen, Selbstanschlußämter“, konnte man die „Funkhilfe“ anrufen, und Ingenieure der Post kümmerten sich um das Problem. Umgekehrt musste der Gebührenzahler sicherstellen, dass seine (noch nicht durchgehend standardisierte) Anlage nicht andere störte, etwa den Betrieb von Fernsprechanlagen.
Seit Beginn des Rundfunks gab es unterschiedliche Auffassungen über das Programm und was es kosten durfte. Gegen Ende der Weimarer Republik nahm die Unzufriedenheit der Hörer mit der Gebühr stark zu. Die Rundfunkzeitschrift Schlesische Wellen (Untertitel: Die billigste Rundfunk-Programmzeitung und das billigste Versicherungsblatt Ostdeutschlands) bescheinigte den Programmmachern und der Post als Betreiber der Sendeanlagen, auf einem „Thron der Unnahbarkeit“ zu sitzen:
„Wachsende Unzufriedenheit der deutschen Hörer! Wieder hat eine deutsche Rundfunkzeitung einen Kampfaufruf gegen die Sonderstellung der Rundfunkgesellschaften erlassen und fordert zum Zusammenschluß aller Hörer auf, um die verantwortlichen Stellen aufmerksam zu machen, dass sie sich den Forderungen der Hörer nun lange genug verschlossen haben. […] Wenn die Hörer monatlich 2,– RM. Gebühr bezahlen, dann dürfen sie keinesfalls wie Bettler behandelt werden, indem man ihnen die Türen der Funkpaläste vor der Nase zuschlägt, vielleicht noch mit dem Bemerken: ‚Was willst Du, Hörer? Du darfst doch hören!‘“
Mit Kriegsbeginn 1939 führte das NS-Regime zahlreiche neue Gesetze und Verbote ein. Eines davon war die Verordnung über außerordentliche Rundfunkmaßnahmen vom 1. September 1939; sie bedrohte das Hören ausländischer Rundfunksender mit hohen Strafen. Hörer satirischer Beiträge oder Musiksendungen wie Jazz und Swing kamen oft mit einer Verwarnung durch die Gestapo davon, mussten aber auch mit dem Einzug des Rundfunkgerätes oder einer Gefängnisstrafe rechnen. Verbreitung von abgehörten Nachrichten der Feindsender konnte mit Zuchthausstrafen oder sogar mit dem Tode bestraft werden. Der Wehrkraftzersetzungs-Paragraph wurde im Laufe des Krieges von Gerichten immer weiter ausgelegt.

### Rundfunkgenehmigung in der Bundesrepublik Deutschland
In der Bundesrepublik Deutschland wurden Ton-Rundfunkgenehmigungen auch nach Kriegsende und in den 1950er sowie 1960er Jahren weiterhin auf Grundlage der Bestimmungen über den Rundfunk vom 27. November 1931 (Amtsblatt des Reichspostministeriums Seite 509/1931 und Seite 141/1940) erteilt. Sie wurden von der Deutschen Bundespost (DBP) für monatlich 2 DM ausgestellt, mit einer Belehrung über die Wichtige[n] Vorschriften für den Ton-Rundfunkteilnehmer:
1. Als Ton-Rundfunkempfänger gelten alle Einrichtungen zum Empfang von Ton-Rundfunksendungen durch Funk oder über Draht (z. B. Ton-Rundfunkempfangsgeräte, Anschlüsse von Lautsprechern, Kopfhörern oder Verstärkern an Ton-Rundfunkempfänger oder an den Drahtfunk).
2. Diese Genehmigung berechtigt ihren Inhaber, einen Ton-Rundfunkempfänger zu betreiben, und zwar an einer beliebigen Stelle. Lediglich in seinem Privathaushalt auf dem umseitig angegebenen Grundstück darf er mehrere Empfänger gleichzeitig betreiben.
3. Für seine eigene Wohnungsgemeinschaft darf der Genehmigungsinhaber beliebig viele Lautsprecher oder Kopfhörer (Hörstellen) an seinen Empfänger anschließen. Für andere darf er dagegen höchstens 10 Hörstellen anschließen, und zwar müssen sich diese auf demselben Grundstück befinden wie der Ton-Rundfunkempfänger selbst. Der Benutzer einer solchen Fremdhörstelle muss selbst auch eine Ton-Rundfunkgenehmigung haben.
4. Den Beauftragten der Deutschen Bundespost ist das Betreten der Grundstücke und Räume, in denen sich Ton-Rundfunkempfangseinrichtungen befinden, jederzeit zu gestatten.
5. Die Ton-Rundfunkgebühr ist am Ersten jedes Monats fällig, sie wird monatlich vom Postzusteller eingezogen oder auf Antrag vom Postscheckkonto abgebucht. Die Ton-Rundfunkgebühren sind ohne Rücksicht darauf zu entrichten, ob die Ton-Rundfunkempfänger oder Hörstellen benutzt werden oder nicht. Vor der Aushändigung der Ton-Rundfunkgenehmigung ist die erstmals fällige Gebühr zu entrichten.
6. Diese Genehmigung erlischt beim Verzicht (Abmeldung) des Ton-Rundfunkteilnehmers oder beim Widerruf durch das Postamt. Verzicht nur zum Monatsende, und zwar schriftlich bis spätestens 16. des Monats! Widerruf durch das Postamt bei Verstößen gegen die Rundfunkvorschriften oder bei sonstigem Missbrauch, vor allem bei Nichtzahlung der Gebühren.
7. Beim Erlöschen dieser Genehmigung [sind] Ton-Rundfunkempfänger und Hörstellen sogleich außer Betrieb [zu] setzen, d. h. alle Verbindungen des Empfängers mit Antennen, Erdleitungen und Stromquellen ab[zu]trennen! Auf Verlangen des Postamts sind Antennen und Leitungen zu Hörstellen binnen einer Woche zu entfernen.
8. Diese Genehmigung sorgfältig aufbewahren und zusammen mit der Bescheinigung über die Zahlung der fälligen Gebühren stets bei den benutzten Empfängern oder Hörstellen bereithalten! Genehmigung und Empfangsbescheinigung auf Verlangen den Beauftragten der Deutschen Bundespost vorzeigen! Nach Erlöschen (s. 6) an das Postamt zurückgeben!
9. Nähere Auskunft erteilt die Rundfunkstelle des Postamts.

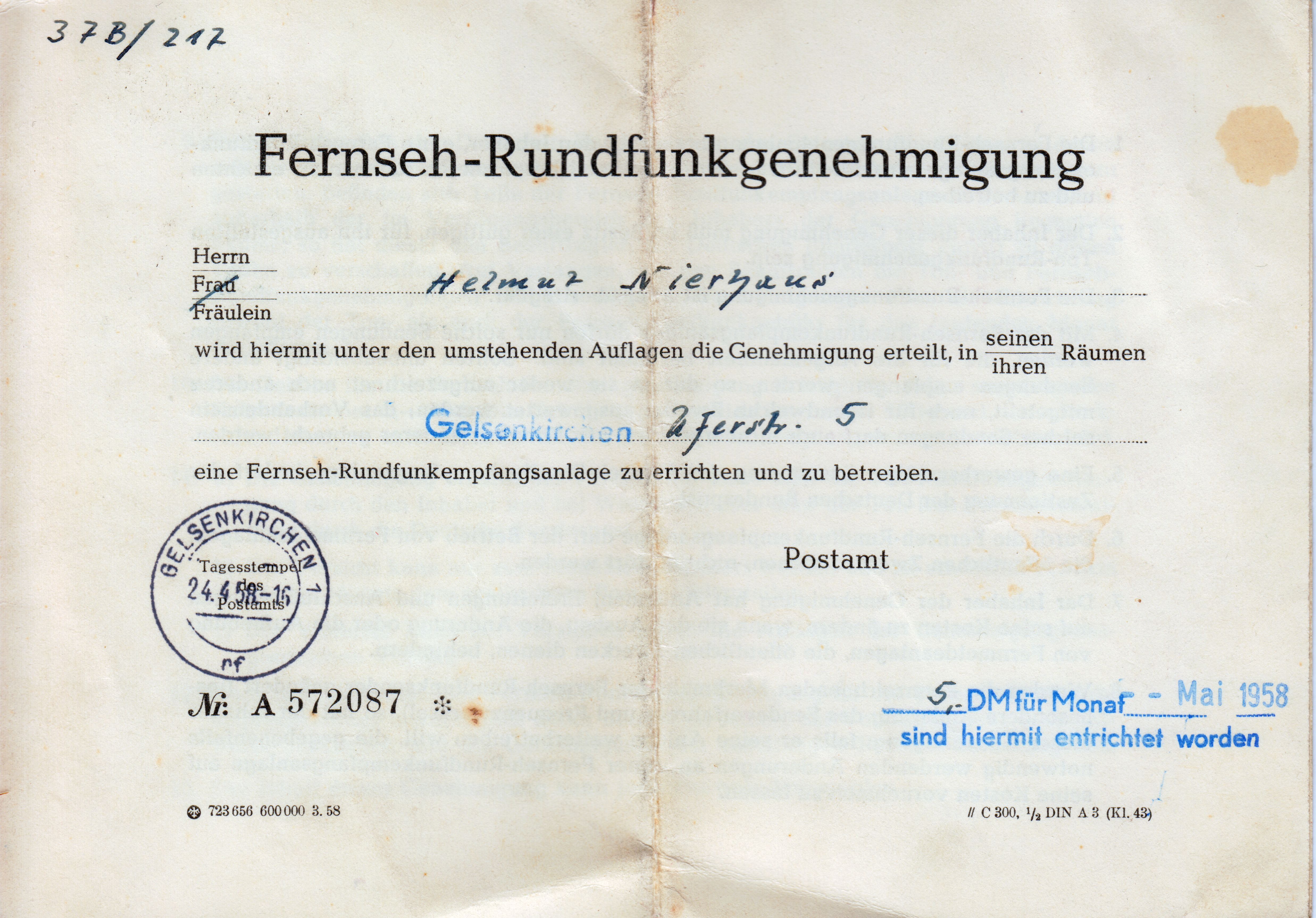
Fernseh-Rundfunkgenehmigung 1958

Zusätzlich zum Ton-Rundfunk konnte eine Fernseh-Rundfunkgenehmigung für 5 DM monatlich beantragt werden.
Bei Widersprüchen zu dem Verwaltungsakt der Gebühreneinzugs war die Oberpostdirektion zuständig, und danach gab es die Möglichkeit einer Klage beim zuständigen Verwaltungsgericht.
Rundfunkermittler der Sendeanstalten hatten die Überprüfung auf Einhaltung der Betriebsbedingungen für die Rundfunkempfangsgeräte zur Aufgabe und waren in den Landesgesetzen festgelegt. Neben der Hörer-Werbung war der Ermittler vor allem mit der Ermittlung sogenannter Schwarzhörer beauftragt. Zu ihren Aufgaben gehörten Kontrollen in Haushalten und sonstige Ermittlungen zur Auffindung von Schwarzhörern, gegebenenfalls unter Zuhilfenahme der bei den Postbehörden befindlichen Unterlagen. Nach Feststellung eines Schwarzhörers hatte der Ermittler diesen möglichst auch zur Stellung eines Antrags auf Erteilung einer Rundfunkgenehmigung und gegebenenfalls zur Gebührennachzahlung für die Zeit, in der das Rundfunkgerät ohne Genehmigung benutzt wurde, zu veranlassen. Der Ermittler erhielt für seine Tätigkeit Ende der 1950er Jahre eine Provision von 4 Deutsche Mark (DM) für jeden Antrag auf Erteilung einer Rundfunkgenehmigung und 20 Prozent des Betrages, der sich aus einer Gebührennachzahlung des neuzugeführten Hörers ergab.

### Rundfunkgebühr in der DDR
In der DDR galten gemäß Rundfunk-Anordnung vom 28. Februar 1986 folgende Sätze (pro Monat):
| Rundfunk                                  | 2 Mark  |
| Rundfunk sowie I. Fernsehprogramm         | 8 Mark  |
| Rundfunk sowie I. und II. Fernsehprogramm | 10 Mark |

Für ein Autoradio waren weitere 0,50 Mark zu entrichten. Zusätzlich war eine „Kulturabgabe“ von 0,05 Mark je gewähltem Satz zu zahlen. Zuständig für den Gebühreneinzug war der Postzeitungsvertrieb. Es konnten dann je Haushalt beliebig viele der entsprechenden Geräte betrieben werden, auch auf Reisen und auf dem Wochenendgrundstück. Lehrlinge, Schüler, Studenten brauchten keine Gebühren zu zahlen, wenn ihre Einkünfte die Leistungen der Sozialfürsorge nicht überschritten. Bestimmten Bürgern (Alters- und Invalidenrentner) konnten auf Antrag die Gebühren erlassen werden.

### Rundfunkgebühren bis 2012
Grundsätzlich war jeder, der ein Rundfunkempfangsgerät zum Empfang bereithielt, zur Zahlung der Rundfunkgebühr verpflichtet. Auf die Nutzung eines Rundfunkempfangsgeräts oder die Empfangsmöglichkeit bestimmter Sender kam es dabei ausdrücklich nicht an. Unter bestimmten Voraussetzungen konnte man jedoch von der Zahlung der Rundfunkgebühren befreit werden (Art. 4 des Staatsvertrags). Originalverpackt zum Kauf angebotene Geräte waren ebenfalls nicht gebührenpflichtig.
Die bisherige Gebührenbefreiung für neuartige Rundfunkempfangsgeräte (z. B. Internet-PC oder internetfähiges Mobiltelefon) endete am 31. Dezember 2006. Diese seit 2007 bestehende Zahlungspflicht auch ohne Nutzung der Programme und auch für anderweitig genutzte und beruflich unverzichtbare Geräte war trotz weitgehender Gebührenbefreiung dieser Geräte ein Schwerpunkt der Kritik am System der öffentlich-rechtlichen Rundfunkfinanzierung. War es zunächst noch umstritten, so hat das Bundesverwaltungsgericht festgestellt, dass Rundfunkgebühren auch für internetfähige PCs zu entrichten sind.
| Entwicklung der Monatsgebühr     | 1953    | 1970    | 1974     | 1979     | 1983     | 1988     | 1990     | 1992     | 1997     | 2001     | (2002)    | 2005    | 2009    |
| -------------------------------- | ------- | ------- | -------- | -------- | -------- | -------- | -------- | -------- | -------- | -------- | --------- | ------- | ------- |
| Grundgebühr                      | 2,00 DM | 2,50 DM | 3,00 DM  | 3,80 DM  | 5,05 DM  | 5,16 DM  | 6,00 DM  | 8,25 DM  | 9,45 DM  | 10,40 DM | (5,32 €)  | 5,52 €  | 5,76 €  |
| Fernsehgebühr                    | 5,00 DM | 6,00 DM | 7,50 DM  | 9,20 DM  | 11,20 DM | 11,44 DM | 13,00 DM | 15,55 DM | 18,80 DM | 21,18 DM | (10,83 €) | 11,51 € | 12,22 € |
| Gesamtgebühr                     | 7,00 DM | 8,50 DM | 10,50 DM | 13,00 DM | 16,25 DM | 16,60 DM | 19,00 DM | 23,80 DM | 28,25 DM | 31,58 DM | (16,15 €) | 17,03 € | 17,98 € |
| Gesamtgebühr inflationsbereinigt | €21,77  | €18,31  | €17,81   | €18,01   | €18,51   | €17,85   | €19,37   | €22,29   | €23,46   | €24,98   | (€24,66)  | €24,92  | €24,60  |

Rundfunkgebühren wurden prinzipiell für jedes einzelne Empfangsgerät erhoben, für Privathaushalte bestand jedoch eine weitgehende Zweitgerätebefreiung. Die monatliche Rundfunkgebühr für das Bereithalten von Rundfunkgeräten regelte sich wie folgt (Stand: 1. Januar 2009):
Für Rundfunk-Radiogeräte oder neuartiges Rundfunkgerät (z. B. internetfähiger PC) oder Rundfunk-Radiogerät und neuartiges Rundfunkgerät, wurde die monatliche Grundgebühr von 5,76 Euro erhoben.
Für ein Rundfunkfernsehgerät (siehe ggf. Zweitgeräteregelung) oder Fernsehgerät und Radio oder Fernsehgerät und neuartiges Rundfunkgerät oder Fernsehgerät, neuartiges Rundfunkgerät und Radio, betrug die monatliche Rundfunkgebühr 17,98 Euro, die sich aus der Grundgebühr und der Fernsehgebühr in Höhe von 12,22 Euro zusammensetzte.
Im gewerblichen Bereich, in dem für herkömmliche Empfangsgeräte keine Zweitgerätebefreiung galt, war für jedes Radiogerät jeweils eine Grundgebühr (5,76 Euro) und für jedes Fernsehgerät eine Fernsehgebühr (12,22 Euro) zu bezahlen. Waren mehr Fernsehgeräte als Radiogeräte angemeldet, so musste für die überzähligen Fernsehgeräte ebenfalls eine Grundgebühr entrichtet werden (§ 2 Abs. 2 RGebStV). Ab 2007 waren auch im gewerblichen (genauer: im nicht ausschließlich privaten) Bereich Geräte, die Rundfunk ausschließlich über das Internet empfangen können, von den Gebühren befreit, wenn auf dem Grundstück schon für andere Rundfunkempfangsgeräte Gebühren bezahlt wurde.

### Von der Rundfunkgebühr zum Rundfunkbeitrag
Da sich mit den Jahrzehnten die ursprünglichen Rahmenbedingungen geändert hatten (siehe dazu auch Artikel Öffentlich-rechtlicher Rundfunk), gab es verschiedene Vorschläge zur Anpassung der Rundfunkfinanzierung.
Bekannte und von Interessengruppen vorgestellte Modelle waren haushaltsbezogen eine Rundfunkabgabe (jeder Haushalt ist gebührenpflichtig) und eine Pauschale (wie eine Kopfsteuer; jeder Erwachsene mit eigenem Einkommen ist gebührenpflichtig). Beiden ist der Verzicht auf die Feststellung vorgehaltener Rundfunkgeräte gemeinsam, was die Verwaltung vereinfacht. Jedoch wurden dadurch auch Personen zahlungspflichtig, die bisher auf Fernsehempfang oder Rundfunk insgesamt verzichteten.
Im Mai 2010 veröffentlichte Paul Kirchhof, der zuvor als Verfassungsrichter an mehreren Rundfunkurteilen mitgewirkt hatte, im Auftrag von ARD, ZDF und Deutschlandradio ein Gutachten über die Finanzierung des öffentlich-rechtlichen Rundfunks. Er befand, dass die bisherige Geräteabgabe infolge der technischen Entwicklung auf dem Weg in die Verfassungswidrigkeit sei. Eine Finanzierung aus Steuermitteln wegen der geforderten „Staatsferne“ verwerfend, schlug er als einzigen Ausweg eine Änderung in eine Haushaltsabgabe vor. Am 9. Juni 2010 beschlossen die Ministerpräsidenten der Länder, dieses Abgabenmodell ab 2013 einzuführen. Abgabenpflichtig sind auch kommerzielle Betriebe.
Die Rundfunkgebühr war früher Gegenleistung für eine hoheitliche Genehmigung. Da die Abgabe nach dem neuen Modell nicht mehr von der tatsächlichen Nutzung des Rundfunks abhängt, wurde sie bei der Gelegenheit in Beitrag umbenannt.

### Rundfunkbeitrag seit 2013
Mit Wirkung vom 1. Januar 2013 trat in Deutschland der Rundfunkbeitragsstaatsvertrag (RBStV) an die Stelle des bisherigen Rundfunkgebührenstaatsvertrags. Damit ersetzt ein Rundfunkbeitrag die früheren Rundfunkgebühren – im Unterschied zu einer Gebühr ist ein Beitrag grundsätzlich nicht an die tatsächliche Inanspruchnahme einer Leistung gebunden, sondern ist allein für die Möglichkeit zur Inanspruchnahme zu zahlen. Im Unterschied zu einer Steuer kann die Höhe des Rundfunkbeitrags (wie zuvor schon der Rundfunkgebühr) nicht frei vom Gesetzgeber festgesetzt werden. Das Verfahren zur Festsetzung wurde unter maßgeblichem Einfluss der Rundfunkentscheidungen des Bundesverfassungsgerichts (insbesondere: 8. Rundfunk-Urteil) entwickelt.
Von 39 Euro, die Haushalte in Deutschland durchschnittlich monatlich für Medien (ohne Bücher) ausgaben, entfielen 42 Prozent auf den Rundfunkbeitrag.

### Entwicklung ab 2019

#### Index-Modell, Finanzbedarf des öffentlich-rechtlichen Rundfunks
Ende Mai 2019 kam die Umstellung des Rundfunkbeitrags auf ein „Index-Modell“ ins Gespräch, wonach als Basiswert für die künftige Berechnung des Rundfunkbeitrags in Anlehnung an die Entwicklung der Inflation 18,35 Euro angestrebt seien. Unter Umständen hätte dies zu unvorhersehbaren Steigerungen geführt. Bei einem Treffen der Ministerpräsidenten am 6. Juni 2019 konnte ein entsprechender Konsens nicht erzielt werden. Kritik am Indexmodell kam u. a. vom KEF-Vorsitzenden Heinz Fischer-Heidlberger: „Zu glauben, man könne Beitragsstabilität durch eine Indexierung erreichen, das geht nicht“. Der Finanzbedarf der Sender und ein Indexverfahren passten nicht zusammen. Entweder sei der Index zu hoch im Verhältnis zum Bedarf der Sender oder umgekehrt. Im letzteren Fall wären die öffentlich-rechtlichen Anstalten unterfinanziert. Befürchtet werde zudem, dass sich dieses Modell auf ein Schrumpfen der Anstalten hinausläuft, weil die Teuerungsraten und Tarifabschlüsse bei den Sendern schon seit Langem über dem Verbraucherpreisindex lägen. Fraglich sei auch, inwieweit verfassungs- und europarechtliche Fragen zu beantworten sind.
Der der KEF zur Prüfung vorgelegte ungedeckte Finanzbedarf der öffentlich-rechtlichen Sender für die Jahre 2021 bis 2024 betrage insgesamt drei Mrd. Euro. Die ARD wolle 1,84 Mrd. Euro zusätzlich, das ZDF 1,06 Mrd. Euro und das Deutschlandradio 104 Mio. Euro. Derzeit nähmen die Sender rund 8 Mrd. Euro pro Jahr an Rundfunkbeiträgen ein. Die Kommission habe eine Finanzlücke von gut 1,5 Milliarden Euro ausgemacht, aber dennoch Sparmaßnahmen gefordert.

#### Folgen der COVID-19-Pandemie
Am 15. Mai 2020 wurde über einen Entscheid der neun ARD-Landesrundfunkanstalten, des ZDF und des Deutschlandradios berichtet. Dieser beinhalte, dass es beim Rundfunkbeitrag einen „Corona-Rabatt“ für Unternehmen geben soll. Unternehmen, Institutionen und Einrichtungen des Gemeinwohls könnten eine Freistellung beantragen, wenn eine Betriebsstätte aufgrund einer behördlichen Anordnung mindestens drei zusammenhängende volle Kalendermonate geschlossen war. Bisher habe eine dreimonatige Schließzeit nur für Saisonbetriebe wie Eisdielen oder Pensionen als Grund gegolten, sich befreien zu lassen, und dies auch nur, wenn zuvor ein Antrag gestellt wurde. Nun sei auch eine rückwirkende Befreiung möglich. Haushalte, die aufgrund der Corona-Krise in Zahlungsschwierigkeiten geraten, hätten die Möglichkeit, mit dem Beitragsservice Zahlungserleichterungen in Form einer Ratenzahlung oder Stundung zu vereinbaren.
Am 18. Mai 2020 wurden genauere Modalitäten zum Rundfunkbeitrag für Betriebsstätten während der Corona-Krise bekannt. Danach können sie, wenn sie mindestens drei Monate schließen mussten, ihre Rundfunkbeiträge rückwirkend zurückbekommen. Voraussetzung für eine Freistellung ist jedoch, dass es eine behördliche Anordnung der Schließung gab, diese mindestens drei zusammenhängende, volle Kalendermonate dauerte und der Geschäftsbetrieb vollständig eingestellt werden musste. Bei Außerhausverkauf von Speisen und Getränken oder bei einer reduziert geöffneten Verkaufsfläche gelte die Freistellung nicht. Ein Antrag könne auch erst gestellt werden, wenn die Schließung beendet ist. Am 26. November 2020, also während des Teil-Lockdowns, wurde über weitere Zugeständnisse an Betriebsstätteninhaber während der Corona-Krise berichtet. Bisher konnten sich Unternehmen und Institutionen, auch solche die im Gemeinwohl tätig sind und mindestens drei Monate zwangsweise geschlossen waren, vom Rundfunkbeitrag befreien lassen. ARD, ZDF und Deutschlandradio hätten sich darauf geeinigt, dass dies nun auch in erweiterter Form möglich ist. Anders als bislang müsse der Schließungszeitraum nicht mehr aus drei vollen, zusammenhängenden Kalendermonaten bestehen, sondern könnten Unternehmen sämtliche Tage, an denen eine Betriebsstätte geschlossen war, zusammenrechnen.

#### Geschäftsbericht für das Jahr 2019
Die Gesamterträge stiegen 2019 um etwa 60 Mio. Euro auf 8,0681 Mrd. Euro. Hauptursache war der Meldedatenabgleich aus dem Jahr 2018. Auf diesem Weg wurden etwa 500.000 neue Beitragszahler aufgespürt. Die Zahl der angemeldeten Wohnungen betrug Ende 2019 rund 39,9 Millionen, die der Betriebsstätten stieg um 1,7 Prozent auf 3.956.095. Bis Ende 2019 stieg die Anzahl der Personen, die von der (verfassungswidrigen) Rundfunkbeitragspflicht für Nebenwohnungen zu befreien waren, auf rund 131.000. In etwa gleich blieben mit 174,6 Mio. Euro die Kosten des Beitragsservice selbst, was 2,16 Prozent der Gesamterträge ausmachte.
Bei der Vorstellung des Geschäftsberichts hieß es, dass die Kommission zur Ermittlung des Finanzbedarfs (KEF) zu prüfen habe, ob bei signifikanten Ertragsrückgängen durch die Corona-Pandemie der Programmauftrag noch erfüllt werden kann. Anderenfalls müsse sie der Politik höhere Beiträge vorschlagen. Sollten die Parlamente den erhöhten Beitrag erst spät genehmigen – hier wurde auf Sachsen-Anhalt hingewiesen – müsste er eventuell sogar rückwirkend erhoben werden.

#### Konflikt mit Sachsen-Anhalt um die Erhöhung des Rundfunkbeitrags
Im Juni 2020 unterzeichneten die Ministerpräsidenten aller 16 Bundesländer den Ersten Medienänderungsstaatsvertrag zur Änderung des Rundfunkfinanzierungsstaatsvertrages, der eine Erhöhung von 17,50 Euro auf 18,36 Euro pro Monat ab 1. Januar 2021 vorsah.
Widerstand in Sachsen-Anhalt verhinderte aber ein Inkrafttreten des Vertrages. Die CDU-Fraktion in Sachsen-Anhalt wollte einer Erhöhung trotz des auf sie ausgeübten Drucks nicht zustimmen. In einer Anhörung des Medienausschusses am 13. November 2020, in der sich vier Intendanten des öffentlich-rechtlichen Rundfunks äußerten, darunter ARD-Chef Tom Buhrow, hätten deren Argumente nicht überzeugt.
Die Haltung der CDU in Sachsen-Anhalt wurde am 4. Dezember 2020 von Landesparteichef Holger Stahlknecht auch mit dem Bild Ostdeutschlands im öffentlich-rechtlichen Rundfunk begründet. Die Sender hätten die tiefen Umbrüche im Leben vieler Menschen zu wenig abgebildet: „Die Öffentlich-Rechtlichen berichten gelegentlich nicht auf Augenhöhe, sondern mit dem erhobenen Zeigefinger der Moralisierung […]. Es geht nicht um die Beschneidung von Pressefreiheit. Es muss aber möglich sein, die Strukturen derjenigen auf den Prüfstand zu stellen, die vom Geld der Beitragszahler leben.“ Die CDU in Sachsen-Anhalt lehne den öffentlich-rechtlichen Rundfunk nicht ab, halte ihn aber für zu groß und zu teuer. Noch am selben Tag entließ Ministerpräsident Reiner Haseloff Stahlknecht als Innenminister. Das Vertrauensverhältnis sei wegen eines nicht abgesprochenen Interviews von Stahlknecht zum Koalitionsstreit um den Rundfunkbeitrag und der Ankündigung einer CDU-Minderheitsregierung „schwer gestört“.
Am 8. Dezember 2020 zog Haseloff die Regierungsvorlage zur Beitragserhöhung zurück, womit es nicht zur Beitragserhöhung zum 1. Januar 2021 kam. Damit verhinderte er eine Abstimmung im Magdeburger Landtag, bei der die Stimmen der AfD entscheidenden Einfluss gehabt hätten. Die Sender kündigten daraufhin an, das Bundesverfassungsgericht anrufen zu wollen. Am Tag darauf gab es Begründungen dafür. Der ARD-Vorsitzende Tom Buhrow sagte zur Entscheidung in Sachsen-Anhalt, dass weder Sachargumente noch die Empfehlung der KEF eine Rolle gespielt hätten. Ohne die ausreichende, unabhängig ermittelte Finanzierung werde das Programm, das in allen Regionen verwurzelt sei, darunter leiden.
Der ZDF-Intendant Thomas Bellut beklagte, dass der öffentlich-rechtliche Rundfunk offenbar zum Spielball der Politik in einem Bundesland wurde. Genau das solle das staatsfern organisierte KEF-Verfahren verhindern, um die Unabhängigkeit des öffentlich-rechtlichen Rundfunks zu sichern. Sollte der neue Staatsvertrag nicht zum 1. Januar 2021 umgesetzt werden, habe dies erhebliche Auswirkungen. Allein dem ZDF würden jährlich rund 150 Millionen Euro fehlen. Darüber hinaus würde dies die mittelständisch geprägte deutsche Produktionswirtschaft und die Kreativen treffen. Das ZDF könnte seine Wirkung als größter Auftraggeber auf diesem Markt nicht mehr wie bisher entfalten, wodurch die ohnehin von der Pandemie gebeutelte Branche massiv und nachhaltig getroffen würde.

#### Eilrechtsschutzanträge beim Bundesverfassungsgericht
Mit Beschluss vom 22. Dezember 2020 lehnte der Erste Senat des Bundesverfassungsgerichts die Anträge von ARD, ZDF und Deutschlandradio auf Erlass einer einstweiligen Anordnung ab, die im Wege des begehrten Eilrechtsschutzes gestellt worden waren. Über die von ihnen erhobenen Verfassungsbeschwerden war damit noch nicht entschieden. Diese seien weder offensichtlich unzulässig noch offensichtlich unbegründet. Abgelehnt wurden sowohl eine einstweilige Inkraftsetzung der Beitragserhöhung als auch die Außerkraftsetzung der Verfallsklausel in Artikel 2 Absatz 2 des Ersten Medienänderungsstaatsvertrages, wonach der Vertrag gegenstandslos wurde, sofern er nicht bis zum 31. Dezember 2020 von allen Ländern ratifiziert werde. Die Beschwerdeführer hätten nicht näher dargelegt, dass eine Verzögerung des Inkrafttretens der Änderung des Rundfunkfinanzierungsstaatsvertrags irreversibel zu schweren Nachteilen führen würde.
ZDF-Intendant Thomas Bellut hielt sich bislang mit einer Bewertung der Entscheidung zurück. Der Vorsitzende der ARD, Tom Buhrow, kündigte hingegen Auswirkungen auf das Programm an: Ein Ausbleiben der Beitragsanpassung werde gravierende Maßnahmen erfordern, die man im Programm sehen und hören werde. Der Hauptgeschäftsführer des Deutschen Landkreistages Hans-Günter Henneke, zugleich ZDF-Fernsehratsmitglied, riet demgegenüber dazu, den Zuschauern und Hörern auch in Ansehung der Eilentscheidung ein hochwertiges Programm ab 1. Januar 2021 zu bieten. Das Programmangebot müsse jetzt in eigener Vorleistung realisiert werden.
Als Folge des nicht erhöhten Rundfunkbeitrags zog das Deutschlandradio erste Konsequenzen. Der Sender habe von seinem außerordentlichen Kündigungsrecht laufender Tarifverträge von Mitarbeitern in Voll- und Teilzeit Gebrauch gemacht, die eine Laufzeit bis Ende März 2022 gehabt und eine Anhebung der Vergütungen um 2,25 Prozent vorgesehen hätten. Darüber hinaus habe das Deutschlandradio beschlossen, den Ausbau des DAB+ Sendernetzes (vgl. Digitalradio und Digital Audio Broadcasting in Deutschland) vorerst nicht weiter zu verfolgen. Frank Überall, Bundesvorsitzender des Deutschen Journalisten-Verbands (DJV), kritisierte, dass der Entschluss zu weiteren drastischen Einschnitten führen könnte, die sich negativ auf das Programmangebot und die Beschäftigten auswirken würden. Das rbb Fernsehen kündigte an, sein Magazin zibb zum Jahreswechsel 2021/2022 einzustellen; Mitarbeiter demonstrierten am 1. Mai 2021 gegen die bevorstehende Kündigung von 75 freien Kollegen.
Am 20. Juli 2021 erließ der Erste Senat des Bundesverfassungsgerichts einen Beschluss, dass der Rundfunkbeitrag mit Wirkung zum 20. Juli 2021 (nicht rückwirkend auf den 1. Januar 2021) bis zum Inkrafttreten einer staatsvertraglichen Neuregelung über die funktionsgerechte Finanzierung von ARD, ZDF und Deutschlandradio auf monatlich 18,36 Euro steigen kann. Die Blockade des Landes Sachsen-Anhalt wurde als Verletzung der sich aus Art. 5 Abs. 1 Satz 2 des Grundgesetzes ergebenden Rundfunkfreiheit gewertet. Allerdings wies das Bundesverfassungsgericht darauf hin, dass etwaige Auswirkungen der COVID-19-Pandemie auf den Finanzbedarf der Rundfunkanstalten und die Zumutbarkeit von Beitragserhöhungen für die Bürgerinnen und Bürger in den Blick zu nehmen sein werden. Sachsen-Anhalts Ministerpräsident Reiner Haseloff erkenne in der Entscheidung ein Demokratieproblem. Es müsse möglich sein, dass die Abgeordneten eines frei gewählten Parlaments nach ihrem Gewissen abstimmen.

#### Geplante Beitragserhöhung auf 18,94 Euro ab 1. Januar 2025
Am 19. November 2024 wurde berichtet, dass ARD und ZDF das Bundesverfassungsgericht ein weiteres Mal angerufen und die Verletzung der Rundfunkfreiheit geltend gemacht haben. Mit Wirkung vom 1. Januar 2025 sollte der Rundfunkbeitrag von 18,36 Euro auf monatlich 18,94 Euro steigen. Außer Strukturreformen, die die Ministerpräsidenten der Länder Ende Oktober 2024 beschlossen, sei die Klärung der Finanzierungsfrage auf Dezember 2024 vertagt worden. Die Beitragserhöhung sei deshalb schon zeitlich nicht mehr möglich. Es hätten auch einige Ministerpräsidenten angekündigt, der Erhöhung nicht zuzustimmen.
In der Ministerpräsidentenkonferenz in Berlin, die am 12. Dezember 2024 stattfand, wurde entschieden, dass der Rundfunkbeitrag vorerst bei 18,36 Euro monatlich bleibt, also nicht auf 18,94 Euro steigt. Dies soll für die folgenden Jahre 2025 und 2026 gelten. Darüber hinaus seien Änderungen im Festsetzungsmodell beschlossen worden. Am Rundfunkbeitrag als solchem solle jedoch festgehalten werden. Verändern solle sich die Form, wie von Zeit zu Zeit die Beitragshöhe angepasst wird. Künftig solle es auch eine Interventionsmöglichkeit der Länder geben, wenn der Rundfunkbeitrag nur geringfügig steigen soll. Die Kommission zur Ermittlung des Finanzbedarfs der Rundfunkanstalten (KEF) soll nach dem Willen der Länderchefs nun eine neue Beitragsempfehlung für die Jahre 2027 bis 2030 erarbeiten. Laut einer von den Ministerpräsidenten der Länder Bayern und Sachsen-Anhalt hinzugefügten Protokollnotiz wollen sie den Staatsvertragsentwurf zur Finanzierung des Rundfunkbeitrags erst dann unterzeichnen und ihren Landtagen zur Anhörung zuleiten, wenn ARD und ZDF die Verfassungsbeschwerde zurücknehmen. Sie seien jedoch nicht die einzigen Länderchefs gewesen, die die erneute Beitragserhöhung nicht mehr mittragen wollten.

## Aktuelle Regelungen
| ab             | Beitrag | Veränderung |
| -------------- | ------- | ----------- |
| 1. Januar 2013 | 17,98 € | ± 0,0 %     |
| 1. April 2015  | 17,50 € | − 2,7 %     |
| 1. August 2021 | 18,36 € | + 4,9 %     |

Der Rundfunkbeitrag wird gemäß § 2 Abs. 1 RBStV als Pauschale von jedem beitragsschuldigen Inhaber einer Wohnung erhoben, unabhängig davon, ob und wie viele Rundfunkgeräte vorhanden sind und welche Leistungen der Rundfunkanstalten (Programme, Übertragungstechniken) örtlich konkret zugänglich sind. Inhaber einer Wohnung ist jede volljährige Person, die die Wohnung selbst bewohnt. Als Inhaber wird jede Person vermutet, die dort nach dem Bundesmeldegesetz gemeldet ist oder im Mietvertrag für die Wohnung als Mieter genannt ist. Eine Beitragsschuld ergibt sich allein daraus, dass eine beliebige Möglichkeit des Rundfunkempfangs besteht, was auch ohne das tatsächliche Vorhandensein von Empfangsgeräten (Rundfunk- und Fernsehgeräten) in einer Wohnung der Fall sein soll. Da jedoch nach § 2 Abs. 3 RBStV mehrere Beitragsschuldner (= Wohnungsinhaber / Mieter) als Gesamtschuldner haften, fällt für jede Wohnung unabhängig von der Zahl der Mitbewohner nur ein von einem der Beitragsschuldner – dessen Auswahl steht im Ermessen der Wohngemeinschaft – zu entrichtender Rundfunkbeitrag an. Der Beitrag deckt auch die privaten Fahrzeuge aller Beitragsschuldner mit ab. Für vermietete Ferienwohnungen wird der ermäßigte Satz von 5,83 Euro erhoben (bis März 2015: 5,99 Euro).
Nach Angaben auf der Internetseite des ARD ZDF Deutschlandradio Beitragsservice werden Zahlungsaufforderungen oder Mahnungen nicht per E-Mail, sondern nach wie vor mit der Briefpost verschickt. Mit jedem Festsetzungsbescheid nach Zahlungsverzug entsteht ein Säumniszuschlag von 1 Prozent der rückständigen Beitragsschuld, mindestens jedoch 8 Euro.
Die KEF empfiehlt, den Beitrag ab 2025 auf 18,94 Euro zu erhöhen.

### Sozialverträglichkeit und Befreiungen

#### Bescheidgebundene Befreiungen und Ermäßigungen
Der Bezug bestimmter Sozialleistungen ermöglicht auf Antrag die Befreiung von der Rundfunkbeitragspflicht. Hierzu muss der zugehörige Sozialbescheid vorgelegt werden. Welche Sozialleistungen das sind, lässt sich dem Katalog aus § 4 Abs. 1 RBStV entnehmen. Hierzu gehören unter anderem Sozialhilfe, Bürgergeld, Grundsicherung und BAföG. Der Bezug von Wohngeld soll keine befreiende Wirkung haben. Mit Urteil erst vom 18. Juli 2022 gab das Verwaltungsgericht Gießen der Klage eines Mannes allerdings statt, der wegen des Bezuges von Grundsicherung im Alter vom Rundfunkbeitrag zunächst befreit war. Durch Bescheid vom 27. Januar 2021 wurde ihm nach einer Einkommensprüfung durch die Wohngeldbehörde zusätzlich Wohngeld bewilligt. Die beklagte Rundfunkanstalt lehnte die weitere Befreiung mit dem Argument ab, dass der Bezug von Wohngeld vom Gesetzgeber nicht als Befreiungsvoraussetzung festgelegt worden sei. Der Kläger machte geltend, von seinen monatlichen Gesamteinkünften in Höhe von 734,14 Euro Miete, Heizkosten, Strom, Auto und sämtliche weiteren notwendigen Lebenshaltungskosten bestreiten zu müssen und könne den Rundfunkbeitrag nicht zusätzlich aufbringen.
Behinderte mit dem Merkzeichen RF im Schwerbehindertenausweis zahlen ein Drittel der Gebühr. Taubblinde und Empfänger von Blindenhilfe sind von ihr befreit. Pflegeheime werden als Gemeinschaftsunterkünfte angesehen, womit der Beitrag entfällt.

#### Rundfunkbeitrag und Existenzminimum
Darüber hinaus gibt es die theoretische Möglichkeit, als Härtefall nach § 4 Abs. 6 RBStV befreit zu werden. Dies betrifft insbesondere Menschen, die trotz zu geringen Einkommens keine Sozialleistungen erhalten und daher ihr Existenzminimum für den Rundfunkbeitrag verletzen müssten. Hierzu zählen Studierende, die kein BAföG (mehr) bekommen („Bettelstudenten“) oder auch Rentner und Niedriglöhner, die aus Unkenntnis oder Scham auf Grundsicherungsleistungen verzichten („verdeckte Armut“). Auch Menschen, die auf die endgültige Bescheidung ihrer bereits gestellten Sozialleistungsanträge warten, sind betroffen.

##### Rechtsgeschichte: Aufgabe der früheren Rechtsprechung 2019 und Reaktion der Rundfunkanstalten
Die Rundfunkanstalten lehnten Härtefallanträge bislang ausnahmslos ab. Sie konnten die Verwaltungsgerichte davon überzeugen, dass ein besonderer Härtefall selbst dann nicht gegeben sei, wenn die Einkünfte den sozialhilferechtlichen Regelsatz unterschreiten. Zunächst bestätigte das Bundesverwaltungsgericht 2011 diese Rechtsauffassung und bediente sich hierbei ausdrücklich eines von ARD-Funktionären geschriebenen Rechtskommentars, der für eine „interessenmäßige Bindung“ bei beitragsrechtlichen Fragen später kritisiert wurde. Mit Urteil vom 30. Oktober 2019 gab das Bundesverwaltungsgericht seine Rechtsprechung wieder auf: „Ein besonderer Härtefall gemäß § 4 Abs. 6 Satz 1 RBStV liegt vor, wenn das monatlich für den Lebensbedarf zur Verfügung stehende Einkommen von Beitragsschuldnern, die keine Leistungen im Sinne von § 4 Abs. 1 RBStV erhalten und über kein verwertbares Vermögen verfügen, nach Abzug der Wohnkosten unterhalb des für den Bezug von Hilfe zum Lebensunterhalt maßgebenden Regelsatzes liegt (insoweit unter Aufgabe der Rechtsprechung zu § 6 Abs. 3 RGebStV: BVerwG, Urteil vom 12. Oktober 2011 – 6 C 34.10 – Buchholz 422.2 Rundfunkrecht Nr. 62).“ Die Umstände der überraschenden Aufgabe der früheren Rechtsprechung hat der zuständige Richter Carsten Tegethoff in einem gesonderten Aufsatz beschrieben.
In zwei Beschlüssen vom 19. Januar 2022 bestätigte das Bundesverfassungsgericht diese Rechtsauffassung und gab den Verfassungsbeschwerden einer Studentin und eines Studenten statt. Die Entscheidungen der Verwaltungs- und Oberverwaltungsgerichte verletzten die Beschwerdeführer in ihrem Grundrecht auf Gleichbehandlung aus Art. 3 Abs. 1 des Grundgesetzes. Maßgeblich sei allein, dass ein Betroffener nur über ein den sozialrechtlichen Regelsätzen entsprechendes oder sie unterschreitendes Einkommen verfügt und nicht auf Vermögen zurückgreifen kann.
In der Folge erwirkten die Rundfunkanstalten gegensätzliche Urteile niederer Verwaltungsgerichte. Der Verwaltungsgerichtshof Baden-Württemberg beschloss, dass der SWR Bedürftige, die auf einen Antrag auf Sozialleistungen bewusst verzichten, nicht als Härtefälle befreien muss. Das Sächsische Oberverwaltungsgericht urteilte ebenso für den MDR. Da dieses Urteil der Bindungswirkung des Bundesverfassungsgerichtes aus § 31 Abs. 1 BVerfGG entgegensteht, wurde die Revision zugelassen. Das Verwaltungsgericht Cottbus entschied für den rbb, dass ein bedürftiger Altersrentner trotz „der zweifelslos prekären wirtschaftlichen Lage des Klägers“ keinen Befreiungsanspruch hat. Die Beschlüsse des Bundesverfassungsgerichts von 2022 fanden in der Urteilsbegründung des Einzelrichters allerdings keine Würdigung.
Die Rundfunkanstalten plädieren für eine enge Auslegung des Härtefallbegriffs. So schreiben Andreas Gall vom Bayerischen Rundfunk und Klaus Siekmann vom Norddeutschen Rundfunk: „Die besonders eng auszulegende Ausnahmevorschrift des Abs. 6 hat damit nicht eine dem Abs. 1 gleichsam ‚vorgelagerte‘ Beitragsbefreiung für Personen zum Ziel, die – aus welchen Gründen auch immer – nicht oder noch nicht Bezieher von Sozialleistungen sind.“ und „Ziel von Abs. 6 ist es nicht, in jedem Fall Einzelfallgerechtigkeit herzustellen, es reicht vielmehr regelmäßig die Erreichung von Typengerechtigkeit aus.“

##### Folgen für Betroffene
In der Praxis verstärkt die Rechtsunsicherheit soziale Not. Eine Architekturstudentin aus Dresden nannte die fehlende Ausweichmöglichkeit vor dem monatlich wiederkehrenden Beitrag für sich und ihr Kind „erdrosselnd“. Eine ukrainische Bedürftige verwies der NDR darauf, dass sie das Geld für ihre Rundfunkbeiträge als Rücklage aus der Ukraine hätte mitbringen müssen. Ihr Bedürftigkeitsnachweis sei unbeachtlich, da das Sozialamt ihre Bedürftigkeit nicht hätte prüfen dürfen. Ein arbeitsunfähiger Schmied aus dem Landkreis Meißen lebte von 280 Euro EU-Rente in einem Sozialraum seiner Betriebsstätte, während er auf die Bewilligung seiner Grundsicherung wartete. Währenddessen erwirkte der MDR mehrere Festsetzungsbescheide und ging auf den gestellten Härtefallantrag nicht ein. Ein Auszubildender aus Gießen erhielt während seines laufenden Befreiungsverfahrens Zahlungsaufforderungen vom Hessischen Rundfunk. Eine bedürftige Studentin aus Berlin durfte ihren Anspruch auf Befreiung gegen den rbb nicht gerichtlich durchsetzen. Dass ihr Studium behinderungsbedingt länger dauerte und kostenintensiver war als bei anderen, konnte daran nichts ändern. Ein Schweriner Student mit einem Einkommen von 300 Euro hatte die Sorge, seine Wohnung für die Beitragspflicht aufgeben zu müssen. Der Befreiungsantrag eines Leipziger Studenten blieb monatelang unbearbeitet. Trotzdem forderte ihn der MDR laufend zur Zahlung auf, sodass sein Befreiungsantrag letztlich wirkungslos blieb: „Was nützt es mir, wenn ich mir nach einem jahrelangen Rechtsstreit von den zurückgezahlten Beiträgen eine Torte leisten kann, zwischendurch aber nicht genug Geld für Brötchen habe?“ Er sah sich wegen einer Forderung in Höhe des 1,3-fachen monatlichen Regelbedarfs existenziell bedroht. Schlussendlich reichte er eine Untätigkeitsklage gegen den MDR ein, woraufhin ihm plötzlich Beitragsrückstände erlassen wurden (siehe auch: Erlasspraxis). Bei einem anderen Studenten hatte der WDR argumentiert, dass es dem Beschwerdeführer zuzumuten sei, sich exmatrikulieren zu lassen, um in der Folge einen Anspruch auf Arbeitslosengeld II zu haben. Er solle sich entweder selbst helfen oder von der Ausbildung ganz oder vorübergehend Abstand nehmen. Daraufhin rügte der Student die Verletzung seines Grundrechtes auf Leben und körperliche Unversehrtheit.
Bundesministerin für Bildung und Forschung Bettina Stark-Watzinger äußerte sich 2022 auf Twitter: „Ich erwarte, dass sich gerade junge Menschen mit kaum Geld unbürokratisch & zügig vom Beitrag befreien können. Ohne Justiz & Anwalt.“
Die Entrichtung des Rundfunkbeitrags führt für diesen Personenkreis zu einer Verringerung des Einkommens um bis zu fünf Prozent.

##### Erlasspraxis
In der Vergangenheit haben Rundfunkanstalten offenbar versucht, Urteile zu verhindern. Ein Student berichtete 2012, dass er nach Jahren doch eine Befreiung erhalten hat, nachdem das Oberverwaltungsgericht Mecklenburg-Vorpommern die Berufung gegen ihre Ablehnung zugelassen hatte. Ein Online-Studierenden-Portal kritisierte, dass damit ein streitiges Urteil abermals nicht zustande kam. Einer alleinerziehenden Hartz-IV-Empfängerin erging es 2011 vor dem Bundesverfassungsgericht ähnlich: Die Rundfunkanstalt habe die Beschwerdeführerin von den Rundfunkgebühren nach Zustellung der Verfassungsbeschwerden rückwirkend befreit und dies mit den – nicht weiter substantiierten – Besonderheiten des vorliegenden Falles trotz der seinerzeit zutreffenden Ablehnung eines besonderen Härtefalles begründet. Ebenso wurde einem bedürftigen Altersrentner die Befreiung erst während des laufenden Verfassungsbeschwerdeverfahrens gewährt. Zu diesen Verfahren siehe auch Pressemitteilung des Bundesverfassungsgerichts vom 22. Dezember 2011: „Zur Gleichbehandlung bei der Befreiung von Rundfunkgebühren“. Ein Leipziger Student wartete monatelang auf die Bearbeitung seines Härtefallantrags durch den MDR. Doch dieser beharrte für die Dauer der Bedürftigkeitsprüfung auf die Zahlung der laufenden Rundfunkbeiträge, woraufhin der Student Untätigkeitsklage auf Härtefallbefreiung erhob. Sodann erließ man ihm Beitragsrückstände, bevor es zum Urteil kam. Die Frankfurter Allgemeine Zeitung bewertet den Erlass gemischt: „Der Erlass hat dem Studenten nun etwas Erleichterung gebracht. Für andere Bedürftige hat der MDR indes eine gerichtliche Klärung zur Härtefallregelung verhindert. So lässt sich auch in Zukunft den Ärmsten das wenige Verbleibende abpressen.“ Auf einen vorgelegten Fragenkatalog antwortete der MDR inhaltlich nicht.
Bundessozialrichter a. D. Dirk H. Dau kritisierte 2016, dass die Rundfunkanstalten bei drohendem Unterliegen einfach „erlassen“, um ein klärendes Urteil abzuwenden: „Ob zu Recht, wird sich grundsätzlich kaum klären lassen, weil die Rundfunkanstalten solche Entscheidungen zu verhindern wissen, indem sie, falls Unterliegen droht, rückwirkend befreien und dies mit – nicht weiter substantiierten – Besonderheiten des jeweiligen Falles begründen.“

### Institutionen und Betriebe
Wie im alten Finanzierungsmodell sind seit 2013 neben Privatpersonen auch Institutionen und Betriebe grundsätzlich beitragspflichtig. Für die Anzahl der pro Betriebsstätte zu entrichtenden Beitragssätze sind dabei die Art der Einrichtung und die Zahl der dort Beschäftigten relevant, außerdem die Anzahl der zugehörigen Fahrzeuge beziehungsweise der vermieteten Zimmer oder Wohnungen.
Laut Berechnung einer Wirtschaftszeitung und von Wirtschaftsverbänden kann der neue Rundfunkbeitrag für einzelne Unternehmen im Extremfall 17-fach höher ausfallen als die alten Gebühren. Übernachtungsstätten zahlen je Zimmer die ermäßigte Gebühr von 5,83 Euro pro Monat.
Zu den Klagen, die Aufsehen erregten und abgewiesen wurden, zählen die der Drogeriekette Rossmann, des Autovermieters Sixt und des Discounters Netto.
| Beschäftigte pro Betriebsstätte | Staffel | Anzahl der Beiträge | Beitragshöhe pro Monat in Euro | dreimonatliche Beitragshöhe in Euro |
| ------------------------------- | ------- | ------------------- | ------------------------------ | ----------------------------------- |
| 0 bis 8                         | 1       | 1/3                 | 6,12                           | 18,36                               |
| 9 bis 19                        | 2       | 1                   | 18,36                          | 55,08                               |
| 20 bis 49                       | 3       | 2                   | 36,72                          | 110,16                              |
| 50 bis 249                      | 4       | 5                   | 91,80                          | 275,40                              |
| 250 bis 499                     | 5       | 10                  | 183,60                         | 550,80                              |
| 500 bis 999                     | 6       | 20                  | 367,20                         | 1.101,60                            |
| 1.000 bis 4.999                 | 7       | 40                  | 734,40                         | 2.203,20                            |
| 5.000 bis 9.999                 | 8       | 80                  | 1.468,80                       | 4.406,40                            |
| 10.000 bis 19.999               | 9       | 120                 | 2.203,20                       | 6.609,60                            |
| ab 20.000                       | 10      | 180                 | 3.304,80                       | 9.914,40                            |

### Beherbergungsbeitrag
Auch Jugendherbergen und vergleichbare Einrichtungen fallen grundsätzlich unter die Gebührenpflicht. Laut der Schätzung eines Fachverbandes würden durch die neue Beitragsordnung jährlich etwa 18 Millionen Euro für die etwa 250.000 Jugendgästezimmer ohne Fernseher in Deutschland anfallen. Allgemein sind nun auch solche gemeinnützige Einrichtungen und Vereine beitragspflichtig, die bisher von der Rundfunkgebühr befreit waren. Auch mit der Umstellung auf das Beitragsmodell gibt es in Ausnahmefällen weiterhin vollständige Beitragsbefreiungen.
Das Bundesverwaltungsgericht entschied im Verfahren mit dem Aktenzeichen BVerwG 6 C 32.16 Ende September 2017, dass der Rundfunkbeitrag für Hotel- und Gästezimmer sowie Ferienwohnungen (Beherbergungsbeitrag) nur erhoben werden darf, wenn die Zimmer und Wohnungen auch eine Empfangsmöglichkeit bieten. Nur dann sei die Zahlung des zusätzlichen Rundfunkbeitrags mit dem Grundgesetz vereinbar. Ausgangspunkt des Verfahrens war die Betreiberin eines Hostels, die sich weigerte, neben dem allgemeinen Rundfunkbeitrag für Betriebsstätten den zusätzlichen Beitrag für Gästezimmer zu zahlen. Sie hatte ins Feld geführt, dass es in den Zimmern keine Fernseher, Radios und keinen Internetempfang gebe. Während sie mit ihrer Argumentation in den Vorinstanzen verlor, gab ihr das Bundesverwaltungsgericht Recht.

## Beitragsaufkommen
Erklärtes Ziel der an der Entwicklung und der gesetzlichen Umsetzung des geänderten Finanzierungsmodells Beteiligten war die sogenannte Aufkommensneutralität – also dass nicht wesentlich mehr oder weniger Geld eingenommen wird als unter dem alten Modell. Der von der Kommission zur Ermittlung des Finanzbedarfs der Rundfunkanstalten berechnete, den Rundfunkanstalten zur Deckung ihres Bedarfs zustehende Betrag blieb gegenüber dem bisherigen Modell identisch. Nach dem alten empfangsgerätebasierten Rundfunkgebühren-Modell bis 2012 gab es in abgeschlossenen Gebührenperioden gegenüber dem genehmigten Bedarf der Sender noch Fehlbeträge bis 304 Millionen Euro. Den vorab genehmigten Bedarf übersteigende Beitragseinnahmen sollte nach dem KEF-Verfahren mit dem Bedarf zukünftiger Jahre verrechnet werden, die Rundfunkanstalten dürften also auch bei höheren Einnahmen nicht mehr Geld ausgeben als bisher. Die Kosten für die GEZ beliefen sich im Jahre 2008 auf 2,26 % des Aufkommens.
Die Erträge verteilten sich auf die einzelnen Rundfunkanstalten wie folgt:
| Rundfunkanstalt              | 2014                                     | 2014             | 2021                                     | 2021             |
| Rundfunkanstalt              | enthaltener Anteil Landesmedienanstalten | Gesamteinnahmen  | enthaltener Anteil Landesmedienanstalten | Gesamteinnahmen  |
| ---------------------------- | ---------------------------------------- | ---------------- | ---------------------------------------- | ---------------- |
| 0Bayerischer Rundfunk        | 25.314.502,79                            | 981.498.511,82   | 25.816.405,38                            | 983.035.994,64   |
| 0Hessischer Rundfunk         | 11.736.791,46                            | 455.021.029,87   | 11.765.225,66                            | 448.284.057,39   |
| 0Mitteldeutscher Rundfunk    | 16.684.713,71                            | 646.137.515,38   | 16.669.329,25                            | 636.116.834,99   |
| 0Norddeutscher Rundfunk      | 27.483.244,76                            | 1.063.855.024,81 | 27.858.570,96                            | 1.061.591.792,11 |
| 0Radio Bremen                | 1.221.522,78                             | 47.993.576,27    | 1.238.638,96                             | 47.239.212,41    |
| 0Rundfunk Berlin-Brandenburg | 11.436.527,89                            | 443.161.968,58   | 11.751.579,31                            | 447.937.323,82   |
| 0Saarländischer Rundfunk     | 1.925.166,16                             | 74.290.372,47    | 1.841.378,40                             | 70.219.403,69    |
| 0Südwestrundfunk             | 28.418.637,95                            | 1.099.508.585,52 | 28.724.044,58                            | 1.094.965.698,44 |
| 0Westdeutscher Rundfunk Köln | 33.034.204,33                            | 1.278.930.441,04 | 33.293.853,60                            | 1.269.209.922,83 |
| ARD (insgesamt)              | 157.255.311,83                           | 6.090.397.025,76 | 158.959.026,10                           | 6.058.600.240,32 |
| Zweites Deutsches Fernsehen  |                                          | 2.020.555.631,62 |                                          | 2.120.377.437,97 |
| Deutschlandradio             |                                          | 213.311.115,31   |                                          | 243.102.957,75   |
| Gesamt                       |                                          | 8.324.263.772,69 |                                          | 8.422.080.636,04 |

Die KEF ging vor der Systemumstellung von Mehreinnahmen in Höhe von 1,5 Milliarden Euro in der Gebührenperiode bis 2016 aus.

## Kritik
Bereits im vergangenen Jahrhundert gab es zahlreiche private Aktivitäten und Initiativen, die sich gegen die frühere Rundfunkgebühr wendeten und beispielsweise juristisch oder mit Schriften publizistisch dagegen vorgingen. Mit dem Aufkommen des Internets erweiterten sich diese Aktivitäten auf das Betreiben von Websites zum Publizieren oder dem Unterhalt von Webforen, die sich gegen die Rundfunkgebühr richteten. Solche Aktivitäten wurden beim Übergang zum Rundfunkbeitrag einerseits fortgeführt, andererseits entstanden neue Aktivitäten und neue Websites.
Zahlreiche Zeitungen begleiteten die Einführung des von den Bundesländern beschlossenen Rundfunkbeitrags mit harter Kritik an den öffentlich-rechtlichen Rundfunkanstalten. Einige Berichte, so die Rundfunkanstalten, hätten sachliche Fehler und teilweise grobe Unwahrheiten enthalten; ARD, ZDF und unabhängige Medienexperten und Fachjournalisten forderten eine Versachlichung der Diskussion. Einige warfen den Zeitungen Bild und Handelsblatt Propaganda gegen ARD und ZDF vor. Die Stadt Köln vermeldete Ende Januar 2013 zwischenzeitlich, die Zahlungen von Rundfunkbeiträgen einzustellen, da sich die Neuregelung als „bürokratischer Irrsinn“ erwiesen habe. Wenige Tage darauf schloss sie jedoch mit dem WDR einen Kompromiss zur Unterstützung bei der Beitragsberechnung und nahm ihre Ankündigung zurück.
Im März 2013 demonstrierten in mehreren Städten Deutschlands Menschen gegen den Rundfunkbeitrag.
Mitte März 2014 beschlossen die Länder-Ministerpräsidenten eine Senkung des Monatsbeitrages um 48 Cent auf 17,50 Euro. Die Gebührenkommission KEF hatte zuvor vorgeschlagen, diesen um 73 Cent pro Monat zu senken. Bei der Berechnung der 73 Cent ließ sie die Hälfte des 1,15-Milliarden-Euro-Überschusses zwischen 2013 und 2016 als „Sicherheitsreserve“ bei den öffentlich-rechtlichen Rundfunkanstalten (ohne selbige wäre die empfohlene Senkung also noch höher gewesen). Die FAZ kritisierte, „dass die Öffentlich-Rechtlichen [trotzdem] von ihrer vermeintlichen Finanzmisere reden“.
FAZ-Herausgeber Jürgen Kaube schrieb im August 2017, das „Gros des zwangsfinanziert Ausgestrahlten“ habe „nichts mit der Demokratie, einem Bildungsauftrag oder auch nur dem Anregen von Gedanken zu tun, die anders als durch immer höhere Pflichtabgaben nicht zu haben wären“. Er kritisierte „das Für-dumm-Verkaufen der Bürger, sie hätten das alles unabhängig von der Nutzung teuer – etwa mit Versorgungsleistungen oft deutlich über denen des öffentlichen Dienstes, wie die Finanzkontrolleure seit Jahren monieren – zu bezahlen, weil sonst das Gemeinwesen gefährdet wäre“. Die Behauptung, man brauche „das viele Geld und immer mehr davon, um die Grundversorgung der Demokratie zu gewährleisten“, sei impertinent.
In einer Umfrage vom Mai 2018 gaben 58 Prozent der Befragten an, dass sie auch ohne Pflicht zum Rundfunkbeitrag diesen freiwillig – in unterschiedlicher Höhe – entrichten würden. Bei einer im Februar 2016 veröffentlichten repräsentativen Umfrage des Meinungsforschungsinstituts INSA sprachen sich 69,4 Prozent der Befragten für die Abschaffung des Rundfunkbeitrags aus. 12,6 Prozent waren für eine Beibehaltung.
In seinem Jahresbericht 2019 kritisierte der Bundesrechnungshof die Steuervorteile der Rundfunkanstalten. Dadurch hätte der deutsche Staat die Öffentlich-Rechtlichen mit 55 Millionen subventioniert, die ihnen nach Ansicht des Rechnungshofes nicht zustehen. Zuletzt nahmen die Rundfunkanstalten jährlich 7,8 Milliarden unversteuert ein. Die Pauschale ist in den letzten 20 Jahren nicht angepasst worden und sei laut Bundesstelle zu niedrig.
Im Jahr 2019 blieben nach Angaben von ARD und ZDF rund 3,57 Mio. Personen den Rundfunkbeitrag schuldig, 70 000 mehr als 2018.
Kritik gibt es an der Verwendung des Rundfunkbeitrags für die Gehälter u. a. der Intendanten und die Altersversorgung. Dem öffentlich-rechtlichen Rundfunk wird aber auch unausgewogene Berichterstattung und eine Loslösung von seinem Auftrag zur Grundversorgung und dem gesetzlich definierten Programmauftrag durch immer mehr Radio- und Fernsehprogramme und Internetangebote unterstellt.

### Gerichtliche Kontrolle
Gegen den Rundfunkbeitrag wurden seit 2012 bei mehreren Gerichten zahlreiche Klagen anhängig gemacht, die sich unter anderem sowohl auf den Gleichheitsgrundsatz als auch auf die Zuständigkeit der Bundesländer bezogen, die die Kläger verletzt sahen und größtenteils abgewiesen wurden oder noch nicht abgeschlossen sind. Im Jahr 2016 wurden etwa 4000 Klagen gegen den Rundfunkbeitrag eingereicht. Die weitaus meisten blieben aber erfolglos: „Die Verfassungsmäßigkeit ist für das Gericht geklärt, so dass auch die noch ausstehende Entscheidung des Bundesverfassungsgerichts nicht abgewartet wird“, teilte ein Gerichtssprecher des Verwaltungsgerichts in Schleswig mit. Das Verwaltungsgericht Frankfurt am Main dagegen hat im April 2017 mehrere Verfahren bezüglich der Rechtmäßigkeit der Rundfunkbeiträge bis zur Entscheidung des Bundesverfassungsgerichts ausgesetzt. Auch das Verwaltungsgericht Göttingen hat ein Verfahren aus dem gleichen Grund im Oktober 2017 ausgesetzt.
Die Verfassungsbeschwerde eines nach eigenen Angaben strenggläubigen Christen, der vortrug, jede Form von Rundfunk aus religiösen Gründen abzulehnen und außerdem in sehr bescheidenen Verhältnissen zu leben, nahm das Bundesverfassungsgericht nicht zur Entscheidung an, da zunächst der verwaltungsgerichtliche Klageweg zu beschreiten sei. Zudem wies es in seinem Beschluss vom 12. Dezember 2012 darauf hin, „dass nach § 4 Abs. 6 Satz 1 des RBStV die Landesrundfunkanstalt in besonderen Härtefällen auf gesonderten Antrag von der Beitragspflicht zu befreien hat“. Satz 2 der Vorschrift nenne zwar ein Beispiel eines Härtefalls, enthalte jedoch keine abschließende Aufzählung, so dass andere Härtefallgesichtspunkte ebenso geltend gemacht werden könnten. Es sei jedenfalls auch nicht von vornherein ausgeschlossen, dass der Beschwerdeführer mit einem solchen Härtefallantrag, bei dem er seine religiöse Einstellung und seine gesamten Lebensumstände darlegen könnte, eine Beitragsbefreiung erreichen könne.
Am 15. Mai 2014 urteilte der Bayerische Verfassungsgerichtshof, der Rundfunkbeitrag sei verfassungsgemäß. Die Popularklagen der Drogeriekette Rossmann und des Rechtsanwalts Ermano Geuer (Vf. 8-VII-12 und Vf. 24-VII-12) wurden abgewiesen. Mit Urteil vom 13. Mai 2014 wies der Verfassungsgerichtshof Rheinland-Pfalz (VGH B 35/12) eine Verfassungsbeschwerde, die sich unmittelbar gegen Vorschriften des Rundfunkbeitragsstaatsvertrags, der als Art. 1 des Fünfzehnten Staatsvertrags zur Änderung rundfunkrechtlicher Staatsverträge vom 17. Dezember 2010 mit dem Landesgesetz zu dem Fünfzehnten Rundfunkänderungsstaatsvertrag vom 23. November 2011 (GVBl. 385) gemäß Art. 101 Satz 2 der Verfassung für Rheinland-Pfalz – LV – in das Landesrecht übernommen wurde, ab.
In einem Urteil vom 17. Juni 2015 wies das Verwaltungsgericht München eine Klage gegen den Bayerischen Rundfunk ab, die sich gegen die Rundfunkbeitragspflicht für eine beruflich bedingte Zweitwohnung richtete. Im privaten Bereich sei nach § 2 Abs. 1 RBStV grundsätzlich für jede Wohnung von deren Inhaber als Beitragsschuldner ein Rundfunkbeitrag zu entrichten. Das Gesetz unterscheide in § 2 Abs. 1 RBStV – anders als noch im Rundfunkgebührenrecht – nicht mehr zwischen Haupt-, Neben-, Zweit- oder Ferienwohnung. Verfassungsrechtliche Bedenken bestünden nicht. Der Kläger werde in seinen Rechten nicht verletzt und habe auch keinen Anspruch auf Befreiung oder Ermäßigung von der Rundfunkbeitragspflicht, weil er nicht vorgetragen habe, die Befreiungsvoraussetzungen des § 4 Abs. 1 RBStV zu erfüllen.
Das Bundesverwaltungsgericht erklärte den Beitrag in seinem Urteil vom 18. März 2016 für rechtmäßig. Gegen dieses Urteil wurde Verfassungsbeschwerde zum Bundesverfassungsgericht erhoben. Im Januar 2017 waren beim Bundesverfassungsgericht mindestens 50 Verfassungsbeschwerden gegen den Rundfunkbeitrag anhängig, im Juni 2017 waren es über 100.
Im Verfahren mit dem Aktenzeichen BVerwG 6 C 32.16 entschied das Bundesverwaltungsgericht Ende September 2017 jedoch, „dass die Erhebung des zusätzlichen Rundfunkbeitrags für Hotel- und Gästezimmer sowie Ferienwohnungen (Beherbergungsbeitrag) nur in denjenigen Fällen mit dem Grundgesetz vereinbar ist, in denen der Betriebsstätteninhaber durch die Bereitstellung von Empfangsgeräten oder eines Internetzugangs die Möglichkeit eröffnet, das öffentlich-rechtliche Rundfunkangebot in den genannten Räumlichkeiten zu nutzen.“ Es ist das erste Verfahren, in dem ein Einspruch gegen den Rundfunkbeitrag Erfolg hatte. Das Bundesverwaltungsgericht stellte damit anders als in seinen bisherigen Urteilen erstmals auf die Empfangbarkeit ab.
In seinem Urteil vom 18. Juli 2018 entwickelte der Erste Senat des Bundesverfassungsgerichts folgende Grundsätze: „In der Möglichkeit der Nutzung des öffentlich-rechtlichen Rundfunks in seiner Funktion als nicht allein dem ökonomischen Wettbewerb unterliegender, die Vielfalt in der Rundfunkberichterstattung gewährleistender Anbieter, der durch authentische, sorgfältig recherchierte Informationen Orientierungshilfe bietet, liegt der die Erhebung des Rundfunkbeitrags als Beitrag rechtfertigende individuelle Vorteil.“ Die Nutzungsmöglichkeit zu betrieblichen Zwecken rechtfertige die gesonderte Inanspruchnahme von Inhabern von Betriebsstätten und von nicht ausschließlich zu privaten Zwecken genutzten Kraftfahrzeugen zusätzlich zur Rundfunkbeitragspflicht im privaten Bereich. Mit dem allgemeinen Gleichheitssatz nicht vereinbar sei allerdings, dass auch für Zweitwohnungen ein Rundfunkbeitrag zu leisten ist. Niemand könne an zwei Orten gleichzeitig Rundfunk nutzen. Den Landesgesetzgebern gab das Bundesverfassungsgericht auf, diesbezüglich bis zum 30. Juni 2020 eine Neuregelung herbeizuführen. Zwei Beschwerdeführer lehnten den Senatsvorsitzenden Ferdinand Kirchhof wegen Besorgnis der Befangenheit ab, da sich sein Bruder Paul Kirchhof in einem Gutachten für den Rundfunkbeitrag aussprach. Mit Beschluss vom 24. April 2018 wurde der Antrag unter Ausschluss des abgelehnten Richters als unbegründet zurückgewiesen.
Vereinbarkeit mit Unionsrecht
Das Landgericht Tübingen machte im August 2017 eine Vorlage an den Europäischen Gerichtshof (EuGH), bei der die Vereinbarkeit des Rundfunkbeitrages mit Unionsrecht in mehreren Punkten überprüft werden sollte. Die Bearbeitung durch den EuGH dauert im Schnitt 15 Monate. Mit Urteil vom 13. Dezember 2018 erklärte der EuGH in der Rechtssache C-492/17 den deutschen Rundfunkbeitrag für mit dem Unionsrecht vereinbar. Der Gesetzgeber sei aus EU-rechtlicher Sicht nicht gehindert gewesen, eine Rundfunkgebühr, die am Besitz eines Empfangsgeräts anknüpft, durch einen Rundfunkbeitrag des Wohnungsinhabers zu ersetzen. Damit sei insbesondere „keine Änderung einer bestehenden Beihilfe verbunden gewesen, die das Unionsrecht untersagt hätte.“ Im Übrigen stehe das Unionsrecht auch den besonderen Befugnissen der Rundfunkanstalten bei der Vollstreckung ihrer Forderungen wegen ausstehender Rundfunkbeiträge nicht entgegen.
Das Bundesverwaltungsgericht entschied am 27. April 2022, dass der ausnahmslose Zwang zur bargeldlosen Zahlung des Rundfunkbeitrags gegen Unionsrecht verstößt. Beitragspflichtigen, die nachweislich kein Girokonto bei einer Bank eröffnen können, müsse die Zahlung des Rundfunkbeitrags in bar ohne zusätzliche Kosten ermöglicht werden.
Zwangsvollstreckungsverfahren
In einem Beschluss vom 11. Juni 2015 (I ZB 64/14) hatte der Bundesgerichtshof auf Rechtsbeschwerde festgestellt, dass das Vollstreckungsersuchen einer Landesrundfunkanstalt auch dann den gesetzlichen Anforderungen für die Vollstreckung von Rundfunkgebührenbescheiden genügt, wenn die im Ersuchen mit ihrem Namen aufgeführte Landesrundfunkanstalt nicht ausdrücklich als Gläubigerin der Forderung genannt ist und auch die Angabe ihrer Anschrift, ihrer Rechtsform und ihrer Vertretungsverhältnisse fehlen.
Mit Beschluss vom 9. September 2015 (5 T 162/15) hob das Landgericht Tübingen auf sofortige Beschwerde eines Beitragsschuldners einen Beschluss des Amtsgerichts Tübingen (2 M 715/15) auf und erklärte die Zwangsvollstreckung aus dem Vollstreckungsersuchen für unzulässig. Das Gericht führt im Beschluss aus, dass sich im Kopf des Vollstreckungsersuchens links nur das Wort „Südwestrundfunk“, ohne Angabe von Rechtsform und Anschrift, und rechts das Logo des „ARD ZDF Deutschlandradio – Beitragsservice“ nebst sämtlichen Adress- und Kontaktdaten befinde. Auf Seite 2 des Vollstreckungsersuchens finde sich die Grußformel „Mit freundlichen Grüßen Südwestrundfunk“, Seite 3 schließe nach der Aufstellung betreffend Festsetzungsbescheiden mit einem Hinweis auf die elektronische Datenverarbeitungsanlage. Es würden Zahlungsrückstände und „Bescheide“ aufgelistet, ohne jedoch in der Aufstellung eine erlassende Behörde anzugeben. Die Apostrophierungen entsprechen dem Beschlusstext des Gerichtes.
In einem Beschluss ebenfalls des Landgerichts Tübingen vom 16. September 2016 (5 T 232/16), in dem es sich auch mit Rechtsprechung des Bundesgerichtshofes und Verwaltungsgerichten aller Instanzen zum Rundfunkbeitrag ausführlich auseinandersetzte, hob es einen Beschluss des Amtsgerichts Bad Urach auf und erklärte die Zwangsvollstreckung aufgrund von Zustellungsmängeln (vgl. Zustellung (Deutschland) und Pfändungspfandrecht) für unzulässig. Vollstreckungsbehörde war der Südwestrundfunk (SWR). Das Gericht merkte auch an, dass der Südwestrundfunk nicht als Behörde anzusehen sei und daher die Zwangsvollstreckung von vornherein unzulässig sei. In Baden-Württemberg erfülle mangels Geltung des LVwVfG (vgl. Verwaltungsverfahrensgesetz und Landesverwaltungsverfahrensgesetz) für die Rundfunkanstalten nicht die Voraussetzungen für die Zugangsvermutung und damit die wirksame Bekanntgabe des Bescheides zur Festsetzung rückständiger Rundfunkbeiträge.
In der Entscheidung heißt es: „Bei dem Rundfunkbeitrag gemäß § 2 RBStV könnte es sich nämlich um eine Steuer handeln, womit dem Land die Gesetzgebungszuständigkeit (vgl. Ausschließliche Gesetzgebung und Konkurrierende Gesetzgebung) fehlen würde. Tatsächlich könnte der Rundfunkbeitrag die Voraussetzungen einer Steuer erfüllen, da er faktisch voraussetzungslos erhoben wird. Sein Anknüpfungspunkt, das Tatbestandsmerkmal des Innehabens einer Wohnung, bedeutet bei nüchterner Betrachtung gerade die Heranziehung eines jeden Bürgers, nachdem ausweislich Zahlen der Bundeszentrale für politische Bildung 2010 weniger als 0,03 % der Bevölkerung außerhalb einer Wohnung auf der Straße lebten (und dieser polizeiwidrige Zustand zudem zur Wohnungszuweisung führen kann). Gegen die Qualifizierung als Beitrag – für die Bereitstellung der bloßen Konsummöglichkeit – spricht zudem die Ausgestaltung in der Art, dass ein Mensch auch mehrfacher Beitragsschuldner, trotz in ihm veranlagter nur einmaliger Nutzungsmöglichkeit, sein kann.“
Das Landgericht Tübingen stellte jedoch klar, dass der obsiegende Beitragsschuldner ausdrücklich darauf hingewiesen wird, dass diese Entscheidung auf vollstreckungsrechtlichen Erwägungen beruht und die Beitragspflicht nach verfassungs- und verwaltungsgerichtlicher Rechtsprechung davon nicht berührt wird.
Die Rechtsbeschwerde gemäß § 574 Abs. 2 Nr. 2 ZPO wurde zugelassen, weil dadurch die Sicherung einer einheitlichen Rechtsprechung (Bundesgerichtshof/Bundesfinanzhof) zur Frage des primären Leistungsbescheides ebenso ermöglicht werde wie zur Frage des Umfangs und der Anwendbarkeit nicht normierter Regeln im Verwaltungsverfahrensrecht.
Mit Beschluss vom 14. Juni 2017 hob der Bundesgerichtshof das Urteil des Landgerichts Tübingen vom 16. September 2016 auf. Entscheidungserheblich war dabei in erster Linie, dass das Urteil des Landgerichts Tübingen durch einen Einzelrichter ausgesprochen wurde, obwohl die Rechtssache von grundlegender Bedeutung sei. Das Gericht wertete dies als Verstoß gegen das Gebot des gesetzlichen Richters. In einem Obiter Dictum stellte das Gericht außerdem fest, dass der Zweifel des Landgerichts Tübingen an der Behördeneigenschaft des Südwestrundfunks unbegründet sei.
Mit Beschluss vom 20. August 2017 urteilte das Landgericht Tübingen, an welches die Sache zurückverwiesen worden war, dann erneut. Erneut hob es den Beschluss des Amtsgerichts Bad Urach auf und erklärte die vorangegangene Zwangsvollstreckung für unzulässig. Entscheidungserheblich war dabei das Fehlen eines „widerspruchsfreien und schlüssigen Vortrag der Unanfechtbarkeit“.

### Rechtsgutachten
In ihrer im Mai 2013 veröffentlichten Dissertation kam eine ehemalige Mitarbeiterin des Norddeutschen Rundfunks zu dem Schluss, dass es sich bei dem Rundfunkbeitrag um eine Steuer oder Gemeinlast, nicht um eine Gebühr oder einen Beitrag handelt. Eine Steuer hätten die Ministerpräsidenten nach herrschender Meinung nicht beschließen dürfen. Im Handbuch des Staatsrechts Isensee/Kirchhof, Band 5, Seite 1139, schrieb Paul Kirchhof dazu: „Eine Abgabe ist jedenfalls immer dann eine Steuer und kein Beitrag, wenn sie Begünstigte und Nichtbegünstigte zur Finanzierung einer staatlichen Leistung heranzieht“.
In einem Rechtsgutachten (Universität Leipzig 2013, Verfassungsfragen des Betriebsstättenbeitrags nach dem Rundfunkbeitragsstaatsvertrag der Länder) nahm Christoph Degenhart nicht nur zum Betriebsstättenbeitrag Stellung, sondern auch zum privaten Haushaltsbeitrag, Grundrechtsfragen in materieller und formeller Hinsicht sowie der „nicht widerlegbaren gesetzlichen Vermutung einer Rundfunknutzung“ in sogenannten Raumeinheiten im gewerblichen und privaten Bereich.
Im Auftrag von ARD, ZDF und Deutschlandradio erstellte nicht nur Paul Kirchhof, sondern auch Hanno Kube im Juni 2013 unter dem Titel „Der Rundfunkbeitrag – Rundfunk- und finanzverfassungsrechtliche Einordnung“ ein Rechtsgutachten. Im Resümee heißt es unter anderem, dass ein zukunftsfähiger Beitragstatbestand sich vom Gerätebezug lösen und sich stattdessen dem Menschen als Informationsempfänger im Sinne von Art. 5 Abs. 1 Satz 1 Alt. 2 Grundgesetz zuwenden müsse. Beitragspflichtig müsse danach im Grundsatz das jedem einzelnen Volljährigen unterbreitete Rundfunkangebot gestellt werden, ungeachtet der genutzten Empfangstechnik.
Eine realitätsgerechte Abgabenerhebung werde den Menschen im Rahmen der im typischen Fall anzutreffenden Empfangsgemeinschaft des Haushalts zu erfassen suchen. Auf die Adresseneinheit des Haushalts drängten ebenso verfassungsrechtliche Wertungen aus Art. 6 Abs. 1 und Abs. 2 Grundgesetz, schließlich auch Gesichtspunkte der Praktikabilität. Schon im System der Rundfunkgebühr sei der Haushalt im Tatbestand der Wohnung typisiert worden. Dies erscheine sachgerecht, zumal dadurch die Privatsphäre der Haushaltsgemeinschaft gesichert werde. Das neue Recht, das auf den Tatbestand der Wohnung aufbaut, entspreche diesen Vorgaben. Die Beitragspflicht von Zweitwohnungen rechtfertige sich durch die erheblichen Schwierigkeiten, im Vollzug einzelfallgenau zwischen echten Erst- und Zweitwohnungen zu unterscheiden. Die Höhe des Beitrags und das Verfahren der Bedarfsfestsetzung und gegebenenfalls Beitragsanpassung erscheine sachgerecht. Es bleibe jedoch Aufgabe der Anstalten, ihre Bedarfe unter den Gesichtspunkten von Grundversorgung und Entwicklungsoffenheit einerseits, Wirtschaftlichkeit und Sparsamkeit andererseits kontinuierlich zu prüfen und in den Begründungen transparent zu machen. Auch die sonstigen, im Rundfunkbeitragsstaatsvertrag enthaltenen Regelungen abgabenschuldrechtlicher und verfahrensrechtlicher Art erschienen angemessen und verfassungsrechtlich unproblematisch. Nur an wenigen Stellen offenbare sich vornehmlich regelungstechnischer Nachbesserungsbedarf.
Im Jahr 2014 wurde auch ein Gutachten des wissenschaftlichen Beirates beim Bundesministerium der Finanzen veröffentlicht, das im Ergebnis eine Reform des Rundfunksystems fordert. So lägen die Kosten für den Rundfunk mit 94 Euro pro Person und Jahr weit über dem internationalen Durchschnitt. Die technischen Gründe, mit denen einst das System des öffentlich-rechtlichen Rundfunks gerechtfertigt wurde, seien in der heutigen Zeit „weitgehend verblasst“ und gebe es „angesichts der technischen Entwicklung […] kaum noch Gründe, warum der Rundfunkmarkt wesentlich anders organisiert sein sollte als der Zeitungsmarkt“. Die öffentlich-rechtlichen Sender sollten künftig nur noch für solche Sendungen zuständig sein, die private Sender nicht von sich aus anbieten würden. Die öffentlich-rechtlichen Sender sollten sich durch Steuern sowie über eine „moderne Nutzungsgebühr“ finanzieren, die nur noch dann erhoben werde, wenn öffentlich-rechtliche Sender auch tatsächlich genutzt würden.
Dieses Gutachten bezweifelt auch die Rechtfertigung für die große Zahl von Unterhaltungssendungen im Fernsehen, zählt Sportsendungen zu den teuersten Programmbereichen und empfiehlt,
1. öffentlich-rechtlich nur da aufzutreten, wo das privatwirtschaftliche Angebot klare Defizite aufweist,
2. im öffentlichen Rundfunk auf die Werbefinanzierung komplett zu verzichten,
3. sich entweder für eine klare Finanzierung aus dem allgemeinen Haushalt oder für eine moderne Nutzungsgebühr zu entscheiden und
4. größere Transparenz durch die Publikation von Kenngrößen zu schaffen.[167]